# Cosaco

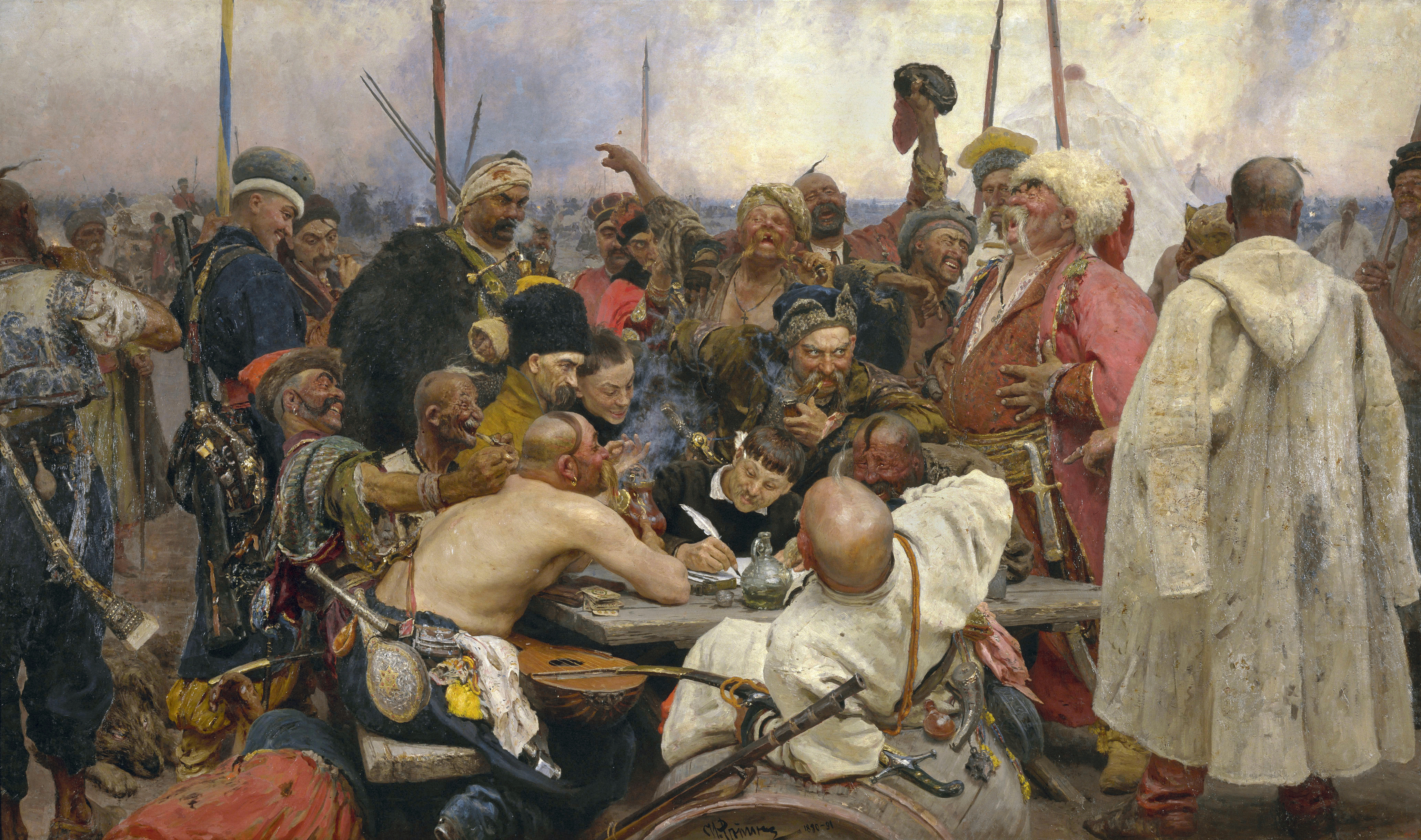
La respuesta de los cosacos de Zaporozhia al sultán Mehmed IV de Turquía. Pintado por Iliá Repin entre 1880 y 1891.

Los cosacos (en ruso: казак, tr.: kazak (plural, казаки kazaki); ucraniano: козак kozak (plural, козаки kozaki); en polaco: kozak (plural, kozacy)) eran grupos de formaciones sociales y militares, inicialmente de origen eslavo, los cuales se establecieron de forma permanente en las estepas de lo que es actualmente el sur de Rusia y Ucrania, que brindaban servicios militares a los gobernantes vecinos de Rostov del Don, Kubán, el Cáucaso y Ucrania, aproximadamente en el siglo X. Los cosacos fueron conocidos por su destreza militar y la confianza que tenían en sí mismos. El nombre deriva de la lenguas eslavas Kasak «nómada», «hombre libre». Este término se menciona por primera vez en un documento ruteno que data de 1395.
En términos sociopolíticos, desde el siglo XV y hasta la actualidad, la comunidad cosaca está organizada en una estructura administrativa que se podría considerar una democracia federal primitiva, algo novedoso pero inaceptable en la totalidad de Europa Oriental y Asia en la época medieval.
Cosaco es el nombre común compartido de forma independiente por varios grupos de población y unidades militares en el transcurso de la historia de Europa oriental y de los territorios adyacentes. El grupo principal y más numeroso es el de los cosacos rusos (казаки) de los ríos Don, Kubán, Térek y Ural y el de los cosacos ucranianos (козаки), respectivamente. Algo menos conocidos son los cosacos polacos (Kozacy) y los cosacos tártaros (Nağaybäklär). El nombre «cosaco» no se debe confundir con los kazajos (naturales de Kazajistán, país en Asia Central). En lengua nativa de Kazajistán a los originarios de este los llaman Kazáj: Kazajo.
En Rusia, los cosacos nativos se preocuparon, durante siglos y hasta ahora, de preservar celosamente la pronunciación y escritura misma del nombre de su origen. De acuerdo con la antigua tradición cosaca, la palabra «Kazak» debe ser escrita y leída de manera igual, tanto de izquierda a derecha en transcripción eslava cirílica, como de derecha a izquierda en transcripción de lenguas túrquicas. Los cosacos rusos participaron de forma importante en la colonización de Siberia. A mediados del siglo XVII, los cosacos rusos alcanzaron la costa del océano Pacífico. Los cosacos ucranianos formaron el Estado de los cosacos de Zaporozhia en 1649. Se los considera los progenitores de la moderna nación ucraniana y el discurso nacionalista ucraniano apela, en gran medida, a los cosacos.
En 1670, el cosaco del Don Stenka Razin proclamó la República cosaca en la ciudad de Astracán, a orillas del río Volga, cerca de su desembocadura en el mar Caspio. Al anterior decreto de abolición de la esclavitud agregó el principio de igualdad y el fin de los privilegios en territorios de esta República cosaca. Los cosacos del Don formaron el Estado cosaco del Don en Rusia. Durante la época del Imperio ruso se unieron a los cosacos del Don numerosos siervos rusos que huían de sus amos. Además, los cosacos del Don y del Kubán fueron dos de las principales fuerzas de resistencia contra los bolcheviques durante la guerra civil rusa. En la misma época y tras el derrumbe del Imperio ruso (en mayo de 1918), cosacos del Don encabezados por su atamán, Piotr Krasnov, nuevamente intentaron formar una república cosaca independiente en unión con los cosacos de Kubán. La república incluía diez provincias, con la capital en la ciudad de Novocherkassk, con el esquema administrativo-político de un Estado federal independiente.
Las tradiciones, cultura y la comunidad misma cosaca en su mayoría fueron expuestos al exterminio en la época de la Unión Soviética, especialmente entre los años 1922 y 1945, y en la actualidad se encuentran en un proceso de resurgimiento. La gran mayoría de la comunidad cosaca está concentrada en las regiones de Volgogrado y de Rostov del Don, 108 140 del total. Otros 21 444 cosacos son residentes del Krai de Krasnodar y de la región de Stávropol. 3223 cosacos están repartidos entre la República de Karacháevo-Cherkesia y la República de Osetia del Norte. El resto de la comunidad cosaca está esparcida a lo largo y ancho de la Federación de Rusia desde el mar Báltico hasta las costas del océano Pacífico. Independientemente de lo anterior y según distintas estadísticas, cerca de 10 millones de personas en Rusia, en Ucrania y en el exterior se consideran a sí mismos como cosacos de origen o descendentes directos de estos.

## Distribución geográfica

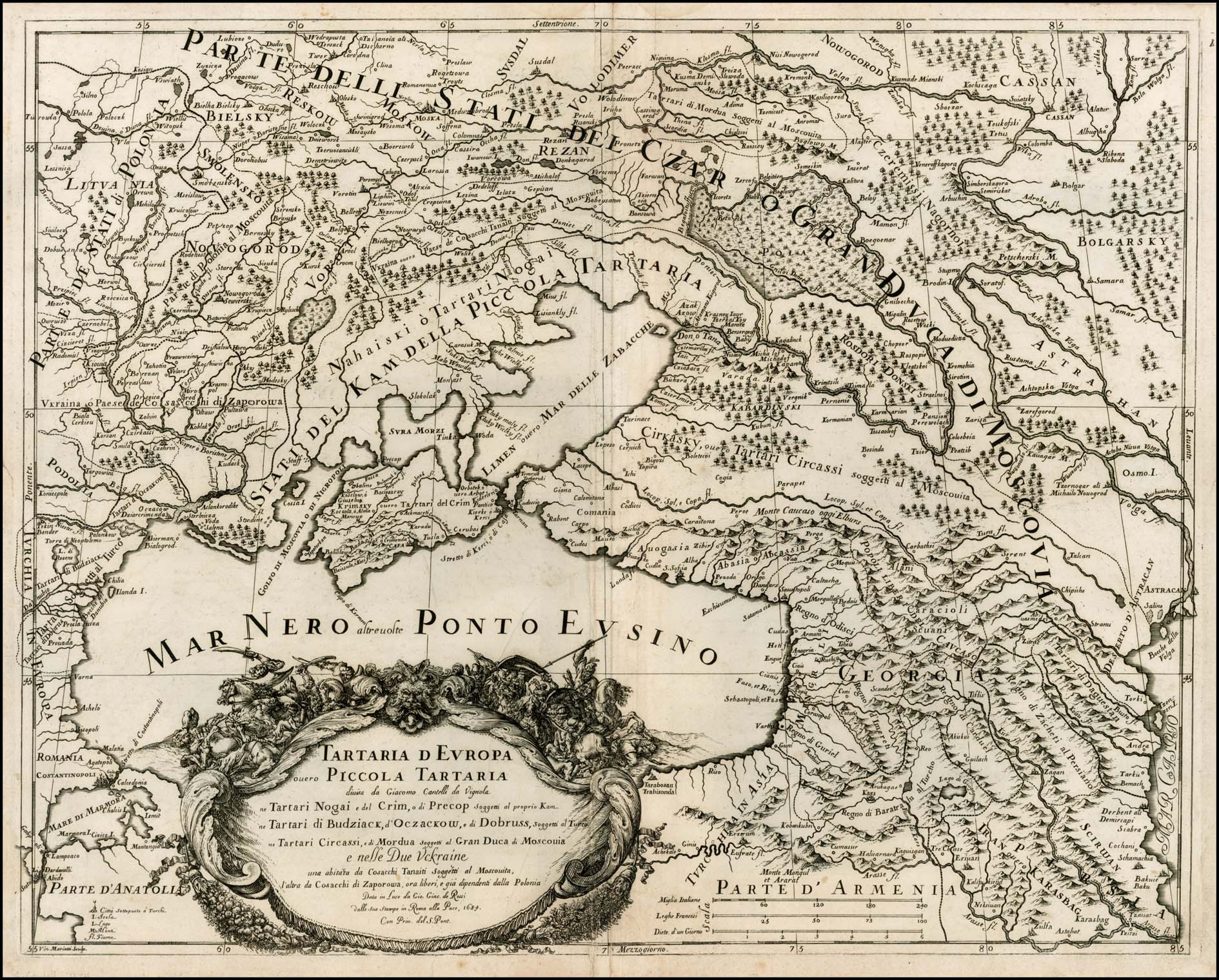
El mapa italiano de «Tataria Europea» (1684). Ucrania del Dniéper está marcado como «Ucrania o la tierra de Cosacos de Zaporozhia (Vkraina o Paese de Cossachi di Zaporowa)». En el este hay «Ucrania o la tierra de Cosacos de Don, que dependen de Moscovia (Vkraina ouero Paese de Cossachi Tanaiti Soggetti al Moscouita)».

Los cosacos eran antiguamente nómadas o seminómadas; étnicamente son eslavos y en la actualidad residen fundamentalmente en territorios de Rusia y de Ucrania. Algunas comunidades se encuentran en el territorio de Kazajistán (cosacos de Ural y Semiréchinskie). Antes vivían principalmente en las estepas, entre el mar Negro y el mar Caspio, y también en las montañas del Cáucaso. Con el patrocinio del Imperio ruso los cosacos participaron activamente en la colonización de Siberia, conquistando extensos territorios desde los montes Urales hasta el océano Pacífico, los montes Altái, las estepas de Asia Central y también estableciéndose en las costas del río Ussuri.
Los núcleos principales de la población cosaca se encuentran en las regiones de los ríos Don, Kubán y Dniéper, y reciben el nombre de cosacos del Don y del Kubán, respectivamente. En la actualidad existen once comunidades cosacas tradicionales en los territorios del ex-Imperio ruso y ex Unión Soviética. La mayoría de estas se concentran en territorios de la actual Federación rusa. Los cosacos originarios de estas regiones reciben el nombre respectivo: cosacos del Don, cosacos del Kubán. Cada una de estas regiones cuenta con autoridad administrativa local cosaca. Además existen organizaciones cosacas en y San Petersburgo con representaciones de su región específica:
1. Región de Don
2. Región de Kubán
3. Región de Térek
4. Región de Astracán
5. Región de Ural
6. Región de Oremburgo
7. Región de Semirechie
8. Región de Siberia
9. Región de Transbaikal
10. Región de Amur
11. Región de Ussuri
El último censo efectuado antes de 1917 indicaba que la población cosaca en Rusia contaba con más de 4 millones de personas de ambos sexos, repartidos principalmente por regiones fronterizas del sur de Rusia. A partir del año 1920 se inició la persecución sistemática, represalias y ejecuciones en masa del pueblo cosaco, desatados por el Partido Comunista de la Unión Soviética —más de dos tercios de la población cosaca fueron exterminados solamente en los primeros diez años del gobierno soviético—.
Un gran número de los cosacos fueron forzados a emigrar y ahora son residentes de otros países, como Francia, Alemania, Bélgica, Estados Unidos, Canadá, Australia, Argentina, Chile y muchos otros. Muchos de estos emigrantes mantienen estrecha relación con las comunidades cosacas en Rusia. Algunos, como en el caso de los cosacos residentes en Nueva Jersey, Estados Unidos, mantienen museos y bibliotecas nacionales cosacos, destinados a preservar el patrimonio cultural, tradicional e histórico de su pueblo.
De acuerdo con el censo oficial de la Federación de Rusia del año 2002, por primera vez después del censo del año 1897, más de 140 000 personas de ambos sexos (0,1 % del total de la población) en Rusia en forma abierta indicaron y oficialmente declararon su nacionalidad como "cosaca", residentes y ciudadanos de Rusia.

## Historia

### Siglos XV-XVI

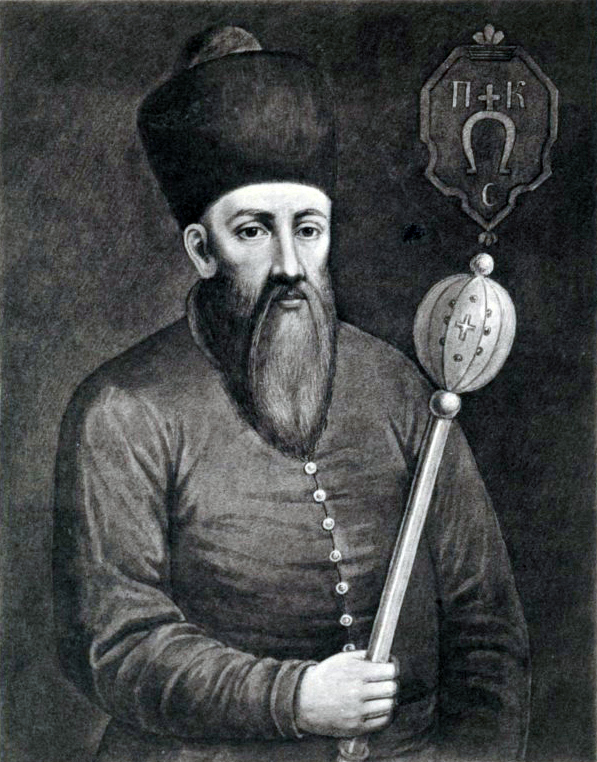
Petró Konashévych-Sahaidachny

Un cosaco en el escudo del Hetmanato, el Estado cosaco que existía en las regiones centrales y noroccidentales de la actual Ucrania durante 1649 y 1764

Los últimos que abandonaron a los Khanes de la Horda de Oro fueron los cosacos de la Horda de Nogái y Astracán quienes se unieron a los cosacos del Don recién en la segunda mitad del siglo XVI. De allí en adelante la vida de los cosacos colindaría con los principados de la zona quienes muchas veces peleaban entre sí. Dadas estas condiciones y a la presencia de turcos y tártaro-mongoles en la zona, nació la necesidad de servir bajo las órdenes de las dos potencias en la zona:  El Principado de Moscú y el Ducado de Lituania. Como protesta en contra de estas amenazas se produjo más tarde el nacimiento y formación de dos repúblicas cosacas en el río Don y en el río Dniéper Bajo, tras lo cual se inicia el fortalecimiento de la independencia e identidad cosaca, siendo estos estados los centros principales de unificación del pueblo cosaco.
Sin embargo, no todos los cosacos optaron por regresar al ambiente de su tierra natal. Muchos de ellos, acostumbrados en los cien años de vida en territorios de Moscovia, Lituania y Polonia, se quedaron. Tradicionalmente leales a sus aliados y a la autoridad se convierten en fieles defensores de los intereses de los kniaz (príncipes), zares y reyes de la época, y a cambio de ello aceptan de los monarcas abundantes regalías y privilegios, concesiones de tierra, títulos de nobleza, formando familias mixtas con rusos, lituanos, polacos, y paulatinamente se diluyeron en su ambiente formando su parte natural. Hijos y nietos de los emigrantes cosacos se quedan también en el Norte Lejano. Una vez acostumbrados al duro clima local, se trasladaron en pequeños grupos al Este cruzando cordilleras y ríos, atravesando extensas zonas de bosque. Lograron dominar y conquistar a las tribus locales expandiendo el poderío de los monarcas de Rusia por todo el territorio de Siberia. Durante un tiempo todavía recordaban de sus lazos con los Cosacos de Don, se hacían llamar «hijos de El Don apacible» (Deti Tíjogo Dona) y dieron inicio a la formación de los nuevos Host´s o Voisko (grandes y bien organizadas y administradas comunidades, militares, en tiempos de guerra; civiles y absolutamente autónomas, en tiempos de paz), con nuevos nombres: Cosacos de Térek (Norte del Cáucaso), Cosacos de Siberia o Cosacos de Transbaikal.
Unidos por sus orígenes, ahora se encontraron divididos por grandes distancias y territorios muy extensos, pues cada formación continuaba su vida por un camino propio y particular. En la próxima etapa de la historia, en los siglos XVI-XVII, la mayoría de los cosacos pertenece a los grupos de Zaporozhie y Don, los mismos que decidieron regresar a su tierra natal: Tierra Kasak, en las llanuras de las costas del mar de Azov, y se hicieron llamar en el siglo XVIII como Chernomorskie Kazakí (los Cosacos del Mar Negro), antepasados de los cosacos de Kubán.
La antigua historia del pueblo cosaco esta reconstruida por ahora esquemáticamente, por lo mismo a veces intencionalmente, por razones nacionalistas, de coyuntura política u ideológica, algunos historiadores la presentan en forma equivocada.
Se sabe que antiguamente existía una comunidad cosaca muy bien organizada de Zaporozhia, en el río Dniéper al sur de lo que es actualmente Ucrania, la cual a su vez en tiempos del esplendor del Imperio ruso se llamaba Malorossía («pequeña Rusia»). A finales de la Edad Media, poblaciones cosacas quedaron bajo el fuego cruzado de Polonia, Lituania y Rusia, las tres grandes potencias de la zona. Los rusos de Moscovia y los cosacos siempre vivían en una relación tensa, en la que los segundos emprendían asaltos contra las aldeas y campos de los primeros, después de lo cual éstos enviaban expediciones punitivas. En 1539 el Gran Duque Basilio III de Rusia solicitó al Sultán del Imperio otomano que controlara a los cosacos, a lo que el Sultán le contestó: «Los cosacos no me juran lealtad y viven como les place a ellos mismos». De manera similar 10 años más tarde, en el año 1549, el zar ruso Iván el Terrible respondió a una petición del Sultán turco de frenar las acciones agresivas de los cosacos del Don con lo siguiente: «Los cosacos del Don no son de mi incumbencia y van a la guerra o viven en paz sin mi conocimiento». Mensajes similares circulaban entre Rusia, el Imperio otomano y la Mancomunidad Polaco-Lituana, cada uno de los cuales intentaba explotar la belicosidad cosaca para sus propios intereses. Finalmente, bajo la égida de Iván IV (Iván el Terrible), se llegó a un acuerdo que permitió establecer un estatuto especial a la comunidad cosaca del río Don (hacia 1570). Estos estatutos garantizaban la administración autónoma de las comunidades cosacas, sus actividades comerciales libres de impuestos, concesiones de tierra, títulos de nobleza para los líderes cosacos - todo esto y más a cambio del servicio militar permanente, velando por la defensa y seguridad interna y externa, resguardando las fronteras de Rusia de las invasiones enemigas.
Tradicionalmente cada cosaco iba equipado con el armamento, municiones, uniforme, medio de transporte (caballo), adquiridos completamente por cada combatiente en forma individual o pagado por la comunidad y su familia. Ese fue uno de los tratos con el gobierno de Rusia en lo que se refiere a la obligación cosaca ante el Estado a cambio de los privilegios otorgados a su comunidad. Andando el tiempo, el pueblo cosaco jugaría un importantísimo papel en la conquista rusa de Siberia, instalándose nuevos voiskos y stanitsas (poblados cosacos) a lo largo y ancho del continente asiático.

### Siglos XVI-XIX

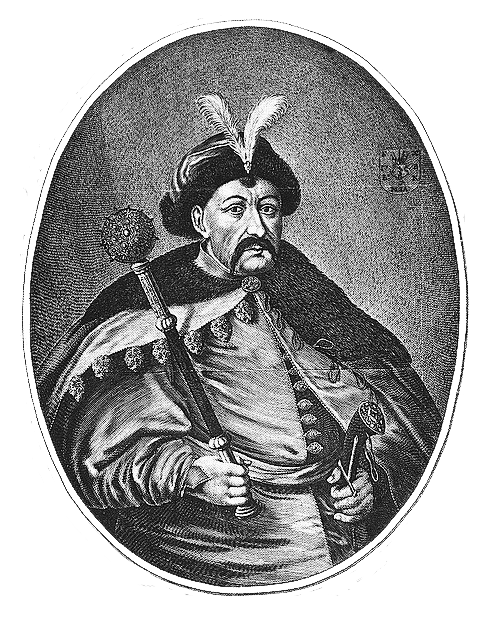
Bogdán Jmelnytsky

En el año 1613, pese a la oposición de algunos líderes y príncipes rusos, los cosacos del Don se manifestaron abierta y enérgicamente en apoyo del representante de la familia Románov para gobernar a Rusia – el joven Mijaíl Fiódorovich Románov. En 1634, durante el reinado de este primer Zar de Rusia se puso fin a las pretensiones del rey polaco Vladislao IV Vasa al trono de Rusia. Desde entonces el apoyo explícito e incondicional cosaco sirve como base para el poder de la Dinastía Románov a la cabeza del Imperio ruso.
Paralelamente Polonia estimuló a los cosacos del Dniéper a aliarse con los ucranianos para establecer un principado marcadamente antirruso. Con este propósito, a principios de 1646 se efectuó una reunión secreta entre el atamán de la comunidad cosaca del río Dniéper, Bohdán Jmelnytsky, y el rey polaco Vladislao IV Vasa.
Las negociaciones no llevaron al resultado esperado por los cosacos y para el año 1648 alzaron las armas junto con los ucranianos contra la creciente ambición de la Mancomunidad Polaco-Lituana por expandir su dominio sobre la región. Resultado de esto fue la Guerra por la Liberación que duró seis años, entre 1648 y 1654, donde se sublevaron los pueblos eslavos locales, ucranianos y rusos, liderados por los cosacos, contra los polacos. En febrero de 1649 las autoridades polacas de nuevo intentaban negociar la paz, ofreciendo un grado de autonomía a las comunidades cosacas a cambio de mantener la autoridad polaca sobre la región, pero sin considerar los intereses de los otros pueblos locales, especialmente de los ucranianos. Las negociaciones se frustraron y pocos meses después, en el mismo año, Bohdán Jmelnytsky formalizó las relaciones diplomáticas con Rusia logrando con esto que los cosacos del Don leales a la monarquía rusa se unieran en apoyo de la comunidad cosaca del Dniéper, acaudillada por Jmelnytsky. Entre 1649 y 1651 continuaron las luchas entre los polacos y las fuerzas unificadas ucranianas y cosacas, con éxitos intermitentes de ambos bandos.
En otoño de 1653, el ejército polaco al mando de Juan II Casimiro Vasa inició una ofensiva desesperada para recuperar y consolidar su autoridad sobre la región. El 1 de octubre de 1653, como resultado de acuerdos y reuniones con Bohdán Jmelnytsky, las autoridades rusas autorizaron su apoyo y oficializaron la participación de Rusia en la Guerra por la Liberación. Al principio de 1654, el zar de Rusia Alejo I de Rusia declara oficialmente la guerra a Polonia, que concluye el año 1667. Al final, la suerte del primer Estado ucraniano «polonizado» terminaría repartido entre el Imperio ruso y Polonia en 1667 de acuerdo al Tratado de Andrúsovo. Junto a esto se recuperaron y fortalecieron los vínculos originarios históricos entre los cosacos del Dniéper y del Don.
En 1670 otro personaje carismático de la historia cosaca, Stenka Razin, proclamó la República Cosaca en la ciudad de Astracán, sur de Rusia, que perduró hasta el año 1671. A lo largo de la Historia hubo otros intentos de la comunidad cosaca para crear un Estado Cosaco independiente. Todos ellos fueron brutalmente reprimidos por las autoridades rusas, ucranianas y polacas de distintas épocas por la fuerza militar o creando divisiones políticas, religiosas e ideológicas al interior de la misma comunidad cosaca. 
En 15 de junio de 1775, debido al apoyo del Levantamiento de Pugachov, Sich, como último centro de los cosacos ucranianos, fue liquidado por tropas regulares rusas que partieron de la Fortaleza de Santa Isabel, una parte de los cosacos huyó a través del Danubio y la otra fue deportada a Kuban.
Con el paso del tiempo, y en particular durante las grandes campañas rusas del siglo XIX (por ejemplo, la campaña contra Napoleón Bonaparte, en la que se destacó Matvéi Plátov, uno de los más grandes atamanes), los cosacos terminarían siendo un poderoso brazo del ejército de la Casa Románov (en cierto modo, fuerzas especiales de la época, donde todos los integrantes del mismo pertenecen a una misma comunidad étnica, similar a la situación de los Gurkhas de Nepal en el ejército del Reino Unido).

### SiglosXIX-XX
Hacia 1914 existían 11 comunidades administrativas cosacas, la mayoría de ellas (con excepción de los cosacos del Don y de Kubán) ubicadas en distintas zonas fronterizas del Imperio ruso (con Turquía o China, por ejemplo). Esta asociación entre los cosacos y la dinastía de los Románov significó la caída en desgracia de los primeros después de la Revolución rusa y durante la guerra civil rusa, ya que los bolcheviques no aceptaban el estatuto especial que habían tenido los cosacos en el Imperio ruso. Todos los cosacos juraban a la bandera del Imperio de Rusia y lealtad absoluta al zar. Puesto que después de las revueltas de 1917, el mismo zar Nicolás se negó a la corona y al trono de la monarquía y el Imperio mismo empezó a desmoronarse, los cosacos ya no sentían obligados a seguir los intereses internos de los rusos. Los numerosos partidos políticos de la época se esforzaban por llegar al poder y dominar lo que quedaba del Imperio.

Bandera de la República Cosaca, mayo de 1918.

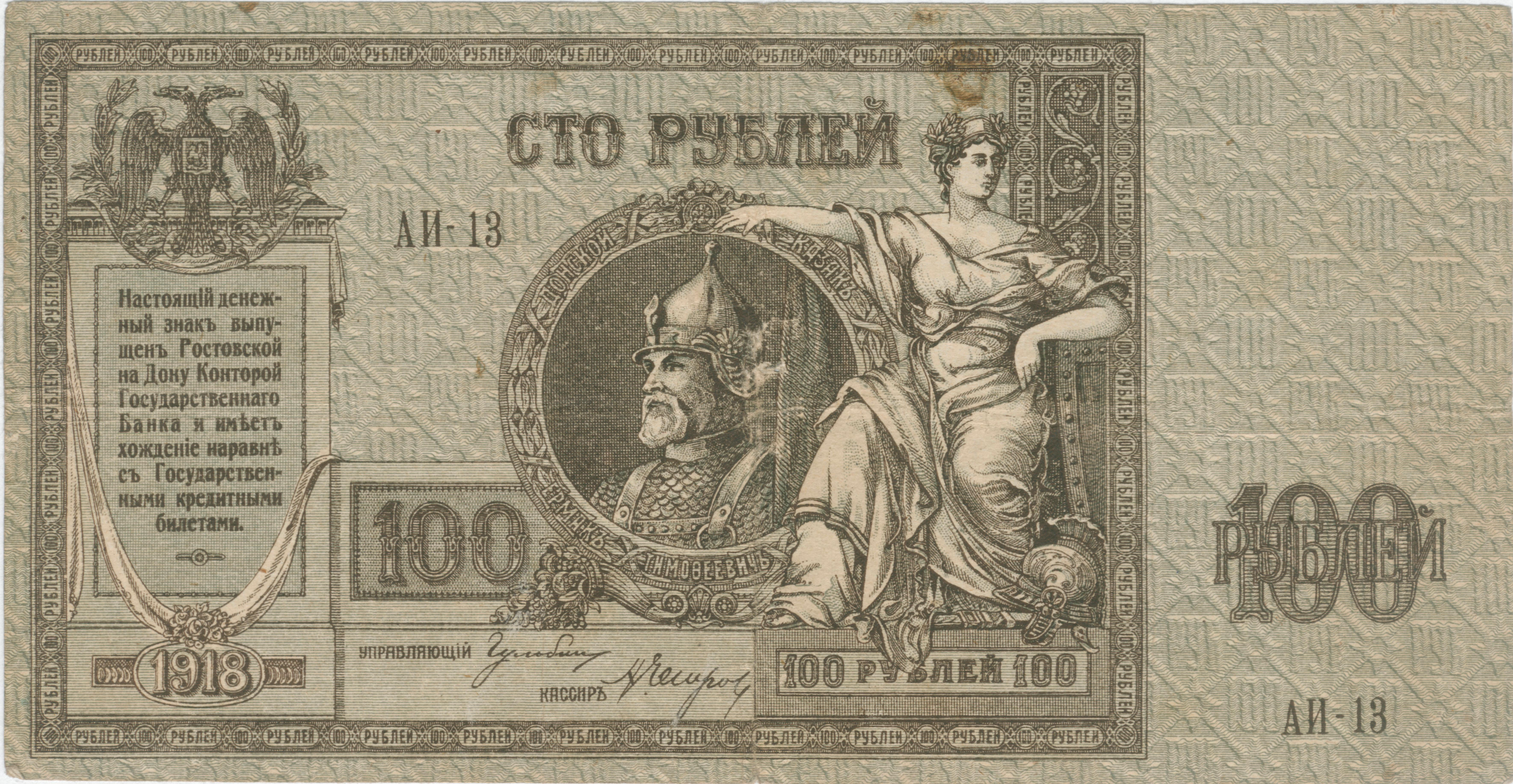
Billete de 100 rublos cosacos, 1918.

Tras la Revolución de Febrero, se celebró en la ciudad de Petrogrado el primer Congreso Nacional Cosaco el 4 de abril de 1917, en el que se reunieron representantes de las once comunidades cosacas de Rusia y uno de los primeros decretos emitidos por este fue la expulsión de sus regimientos de todos los militares que no fueran de origen cosaco.
Considerando todo lo anterior y bajo la dirección de Piotr Krasnov, atamán cosaco del Don, la comunidad cosaca intentó nuevamente crear una república cosaca independiente, la unión de cosacos del Don y del Kubán. El 17 de mayo de 1918 se proclamó la República Cosaca, con estatutos, constitución, parlamento y sistema político administrativo de Estado federal. El atamán Piotr N. Krasnov fue elegido primer presidente de la República Cosaca (1918-1919). La república incluía 10 provincias con la capital en la ciudad de Novocherkassk. La bandera oficial estaba compuesta por tres colores, representando simbólicamente las tres naciones principales de esta República Cosaca: cosacos – azul; tártaros y kalmykos - amarillo; rusos - rojo.
Finalmente la república fue abolida (1921), ya que los mandos rusos del Ejército Blanco, compuesto principalmente por mencheviques y por monárquicos rusos, se opusieron al movimiento independista cosaco. Durante la guerra civil rusa las relaciones entre los «voluntarios» rusos (del Ejército Blanco Voluntario monárquico) y los cosacos fueron difíciles. Las disensiones entre los «mencheviques» monárquicos rusos y los cosacos nacionalistas (siendo estos últimos partidarios de la monarquía de los Románov) perjudicaron las relaciones. Por otro lado, los cosacos también fueron combatidos por los «bolcheviques» y el Ejército Rojo, puesto que tradicionalmente habían sido aliados de las fuerzas represivas del Imperio.
Además, los mismos cosacos no estaban unidos entre sí, y tenían visiones diversas respecto a su identidad nacional, sus tradiciones y cultura. Durante la guerra civil existieron facciones cosacas combatiendo en bandos contrarios, incluso cambiando periódicamente de un bando al otro.

### La era soviética: 1922-1990
Al establecerse el Estado soviético, se promovieron la tradición y cultura del pueblo cosaco. Sin embargo, posteriormente hubo cosacos combatiendo en ambos lados del conflicto germanosoviético, como integrantes de las tropas alemanas y de la Unión Soviética.[cita requerida] Algunos emigrantes cosacos decidieron rebelarse contra Stalin tratando de obtener una independencia cosaca definitiva. Por su parte, los alemanes e italianos incluso les prometieron crear un Estado Cosaco en Carnia, en el norte de Italia, a salvo de la persecución estalinista. Los cosacos que combatieron dentro del Ejército Rojo, ante todo priorizaban la integridad de la Unión Soviética, como la «heredera» natural del Imperio ruso.
Terminada la guerra, y cumpliendo con los términos acordados anteriormente en la Conferencia de Yalta, Gran Bretaña y Estados Unidos resolvieron lavarse las manos dejando que Stalin tratara a los cosacos del modo que le pareciera más conveniente, deportando a todo cosaco que encontraran en Europa, de regreso a la Unión Soviética.[cita requerida] Entre las decenas de miles de refugiados de la Europa oriental ocupada, se encontraban mezclados colaboracionistas nazis, anticomunistas, militares y civiles comunes sin algún tipo de contexto ideológico o político, tanto exiliados de la Unión Soviética como emigrantes de la época de la guerra civil rusa. En el grupo, había además aproximadamente 50 000 cosacos, incluyendo mujeres, ancianos y niños del extinto Imperio ruso que nunca fueron ciudadanos de la Unión Soviética. De hecho, muchos nacieron en la década de 1920-1930, posterior a la Guerra Civil, ya emigrados en Serbia o la Europa Occidental. Todos fueron reunidos en Austria y repatriados forzosamente en la Operación Keelhaul. La mayoría fue dirigida a la zona soviética en Alemania. Muchos de los refugiados cosacos, tanto militares como civiles, fueron ejecutados sumariamente (como venganza por ser viejos enemigos de la guerra civil rusa, y por su posterior colaboración con los nazis durante la Segunda Guerra Mundial), en ocasiones fusilados a la vista de los británicos. Otros fueron enviados a Siberia o Asia Central y condenados a trabajos forzados en campos de concentración soviéticos.[cita requerida]
La suerte de los cosacos que lucharon contra los nazis en las filas del Ejército Rojo también fue predeterminada. Libre de la necesidad de usarlos como tropas, Stalin decidió integrarlos en el Ejército Rojo.[cita requerida] Muchos cosacos, militares y civiles, hombres, mujeres y niños sobrevivientes de la guerra civil rusa y de la Segunda Guerra Mundial, terminaron sus días en el gulag, como presos en campamentos de trabajos forzados en regiones de Siberia, Asia Central y Extremo Oriente ruso.[cita requerida]

### Actualidad
El final de los años 80 marcó la historia de Rusia con cambios significativos en el sistema social y político, la aparición de nuevas organizaciones y el renacimiento de antiguas instituciones sociopolíticas y comunidades tradicionales, perdidas o reprimidas en los tiempos soviéticos. Entre estos se encontraban los cosacos. De acuerdo a estadísticas del año 1992, cerca de 10 millones de hombres y mujeres ciudadanos de Rusia, Ucrania y de otros países del mundo se autoidentifican y consideran a sí mismos como cosacos originarios o descendientes de cosacos. Muchos de ellos están agrupados en organizaciones de tipo popular, cultural o folclórico, algunas de las cuales incluso gozan de reconocimiento oficial por parte de las autoridades, respaldados por decretos y leyes que autorizan con ciertas limitaciones y estatutos la organización y estructura tradicional cosaca.
72 años después de la Revolución Rusa, el 14 de noviembre de 1989 el Sóviet Supremo de la extinta URSS hizo pública la declaración “Sobre el reconocimiento de ilegalidad y criminalidad de actos represivos en contra de los pueblos, víctimas de desplazamientos forzados y la necesidad de garantizar sus derechos”. El decreto mencionado afirmaba el derecho de la comunidad cosaca a la rehabilitación. De esta manera organismos del poder legislativo y ejecutivo de la Federación de Rusia reconocieron a la comunidad cosaca como un pueblo que ha sufrido el terror masivo, sistemático y organizado por parte de las autoridades soviéticas de la época.
Independientemente de los estatutos otorgados, los cosacos dispersados por todas las regiones de Rusia forman parte de una gran comunidad sociocultural, mayoritariamente policonfesional, los integrantes de la cual se autodeterminan y se autoidentifican como cosacos de origen. El 30 de junio de 1990, se realizó en Moscú el primer Bolshói Krug (Gran Círculo, conferencia parlamentaria tradicional cosaca). Resultado de ello fue la formación de la Unión Cosaca, la cual inicialmente agrupaba a 29 organizaciones cosacas. En octubre del año 1991, líderes cosacos formaron la Unión Cosaca de Rusia del Sur.
El 17-18 de julio de 1993, se celebró en Moscú el Krug (Congreso) Supremo Unificado de las comunidades cosacas de Rusia y del exterior. En este, la ciudad de Novocherkassk fue proclamada unánimemente como la capital de todas las comunidades cosacas de Rusia y del resto del mundo.
El 15 de junio de 1992, el presidente de la Federación de Rusia publica el Decreto “Sobre las medidas para aplicación de la Ley de la Federación de Rusia en relación con la rehabilitación de la comunidad étnica cosaca”, ordenando textualmente “imponer el juicio a la política del Estado del Partido Comunista de la época de efectuar represiones, arbitrariedades e ilegalidades contra la comunidad cosaca y sus representantes, con el objetivo de rehabilitar a esta comunidad étnica histórica”. El 16 de julio de 1992, el Sóviet Supremo de la Federación de Rusia publica el Decreto Nº3321-1, poniendo legalmente fin a todas las acciones represivas, criminales e ilegales que ha sufrido la comunidad cosaca a partir del año 1918.
En enero de 1995 se crea la Dirección General de las Comunidades Cosacas, como parte del Gabinete presidencial. El 9 de agosto de 1995, el Decreto Nº835 del Presidente de la Federación de Rusia declara las “Normas temporales sobre el empadronamiento estatal de las comunidades cosacas en la Federación de Rusia”. El año 1998 la Dirección General de las Comunidades Cosacas fue transformada en Dirección del Presidente de la Federación de Rusia en Asuntos de la Comunidad Cosaca.
Para el año 1999 el apoyo inicial mostrado por el Estado de Rusia a las organizaciones cosacas disminuyó significativamente. Lo anterior, principalmente debido a las ideas marcadamente separatistas y nacionalistas manifestadas por algunos de los representantes y líderes cosacos, con el objetivo primordial de ganar la autonomía, soberanía y el reconocimiento formal político de la «República Kazakia» en territorios poblados de manera compacta mayoritariamente por cosacos de origen, el norte del Cáucaso, la región del río Volga bajo y medio, del río Ural (ciudad de Cheliábinsk inclusive) y las regiones noroccidentales del Mar de Aral. Sin lugar a dudas, de hacerse realidad causaría un conflicto instantáneo con otros pueblos residentes de estos territorios, inclusive fuera de Rusia como es el caso de Kazajistán. Lógicamente, estas ideas son consideradas por el gobierno como separatistas e inconstitucionales en la Federación de Rusia actual.
El 25 de febrero de 2003, el Decreto Nº249 del Presidente de Rusia ordena nombramiento del general-coronel Gennadiy Tróshev al cargo de asesor del Presidente en asuntos de las comunidades cosacas.
El movimiento por la recuperación de la cultura y las tradiciones cosacas pasó un complejo camino desde las poco numerosas y pequeñas agrupaciones informales de los años 80 compuestas por los entusiastas de origen cosaco, hasta sistemas centralizadas para-militares (“reiestr” en ruso, un tipo de registro o empadronamiento) de las organizaciones cosacas empadronadas por el Estado en los años 90. Bajo este último concepto, en la actualidad en Rusia existen 10 organizaciones oficialmente para-militares («reiéstrovie kazaki»: cosacos empadronados) en las regiones de Volga, Don, Yeniséi, Transbaikal, Irkutsk, Kubán, Orenburg, Siberia central, Térek y Ussuri. Además, existen otras 16 organizaciones cosacas con estatuto especial del mismo tipo. En total, estas organizaciones agrupan a 660 000 cosacos «registrados» (oficialmente empadronados) por el Estado.
Sin embargo la mayor parte de organizaciones cosacas tienen carácter más bien sociocultural. Según estadísticas del año 2000, actualmente en la Federación de Rusia existen más de 680 comunidades tradicionales socioculturales cosacas.
En año 2002, hubo un intento de politización del movimiento nacionalista cosaco con formación del partido político Partia Kazaki Rosii, PKR (PCR, “Partido Cosacos de Rusia”), que finalmente no obtuvo éxito.
El 11 de octubre de 2008, en la ciudad de Novocherkassk (Rusia), se celebró el III Congreso Mundial Cosaco. Por primera vez este acontecimiento contó con patrocinio del Gobierno de Federación de Rusia. Más de 500 representantes de comunidades cosacas de Rusia y de otros países del mundo, se reunieron para discutir distintos aspectos de actualidad económica, política, cultural e informativa, además de normas y derechos en relación con actividades de comunidades cosacas en Rusia y exterior. En el Congreso se tomó la resolución sobre la creación y desarrollo de medios de comunicación propios de la comunidad cosaca: recursos de Internet, prensa escrita y canal de televisión.
En año 2008 el estudio de producciones “Massalskiy Multi Merdia” comienza desarrollar la realización del proyecto social educativo “Kazak-TV” (www.cossack.tv). El objetivo de este proyecto es la creación de un espacio unificado informativo-cultural de la comunidad cosaca de Rusia, preservación y difusión de cultura y tradiciones cosacas, además de educación y formación de generaciones jóvenes de la comunidad cosaca.
En entrevista del jefe (S) de la Administración del Presidente, director del Consejo del Presidente de Federación de Rusia sobre los asuntos de las Comunidades Cosacas, Sr. Alexander Beglov indicó a “RIA Novosti” («РИА Новости») que para inicios del año 2010 y “de acuerdo con las evaluaciones de los expertos, cerca de 7 millones de personas en Rusia son oficialmente considerados pertenecientes a la comunidad cosaca.”

## Asentamientos cosacos
Los cosacos rusos fundaron numerosos asentamientos (llamados stanitsa) y fortalezas a lo largo de las «fronteras problemáticas» como los fuertes de Vernyi (Almaty, Kazajistán) en el sur de Asia Central, Grozny en el norte del Cáucaso, el Fuerte Aleksándrovsk (Fort Shevchenko, Kazajistán), Krasnovodsk (Turkmenistán), stanitsa Novonikoláevskaya (Bautino, Kazajistán), Blagovéschensk y ciudades y asentamientos en los principales ríos, como el río Ural, Ishim, Irtysh, Ob, Yeniséi, Lena, Amur, Anádyr (Chukotka) y Ussury.
A veces se considera a los cosacos como xenófobos, especialmente por los historiadores judíos contemporáneos, quienes acusan a los cosacos ucranianos de Zaporizhia de la masacre de judíos durante la Rebelión de Jmelnytsky y de participar en los pogroms antijudíos en los siglos XVI-XVII.
Al pasar el tiempo, los cosacos se adaptaron fácilmente a las culturas y costumbres de los pueblos cercanos (en particular los cosacos del Térek, que se vieron influidos en gran medida por la cultura de las tribus del norte del Cáucaso). Frecuentemente contrajeron matrimonio con residentes locales (otros pobladores y nativos no cosacos) independientemente de su raza u origen y a veces dejando de lado restricciones religiosas. Esposas traídas desde tierras lejanas tras una guerra no eran tampoco infrecuentes en las familias cosacas.
Cada asentamiento cosaco, solo o en conjunto con asentamientos vecinos, formaba unidades militares y regimientos de cabellería ligera (o infantería montada) preparados para responder a una amenaza en un período corto.

## Organización administrativa de la comunidad cosaca
El mito sobre la composición y organización originaria de la comunidad cosaca, donde se apunta a la admisión masiva en sus filas de los fugitivos de la ley, esclavos y campesinos endeudados no tiene sentido o base alguna seria.[cita requerida] La versión sobre el carácter subversivo y bandolero de la sociedad cosaca fue alimentada principalmente por los historiadores contemporáneos rusos del periodo soviético,[cita requerida] con objetivos claramente específicos – comprometer de manera perjudicial el origen y la existencia de una comunidad étnica completa como tal.[cita requerida]
La tradicional cooperación y alianza de los cosacos con grandes lugartenientes y distintas autoridades extranjeras, no podría haber tenido lugar en caso de que la sociedad cosaca fuera compuesta en su totalidad por delincuentes y esclavos fugados de sus propietarios, terratenientes y caudillos extranjeros.[cita requerida] La hipótesis sobre los esclavos fugados, quienes primero se refugiaron en las estepas y posteriormente, al crear una potente organización armada, de nuevo obedecieron a las órdenes de sus anteriores opresores, suena a lo menos como un absurdo.[cita requerida] Sin embargo, en toda su historia los cosacos cooperaron con agrado con las aristocracias, los propietarios de grandes tierras y los latifundistas de la época.

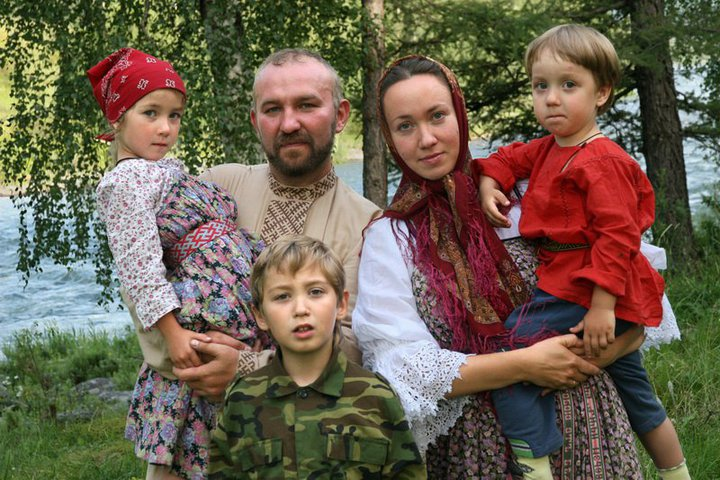
Cosacos de Siberia en la actualidad.

Solamente este factor elimina la versión sobre los campesinos fugados que se hicieron llamar “cosacos”. Los cosacos originarios de la época no conocían los antagonismos sociales.[cita requerida] Por tanto con mucha facilidad y de manera independiente los líderes cosacos se relacionaban y establecían acuerdos de todo tipo con sus pares de otras naciones y pueblos, con autoridades respetables extranjeras vecinas: tártaras, polacas, rusas, ucranianas, etc. Estas relaciones tenían además otros propósitos netamente estratégicos para el beneficio de la comunidad cosaca. La participación y la alianza de los magnates y de las distintas autoridades, permitían ver las excursiones y expediciones militares propiamente cosacas, como objetivos con características de necesidades de un estado y/o patrocinio de autoridades reconocidas oficialmente. Por tanto permitía desligar la responsabilidad por la participación en muchas de las acciones de carácter bélico: en resguardo de los intereses de sus socios en alianzas, les ofrecía cierta protección necesaria, legal y oficialista.
La comunidad cosaca era más o menos autónoma; podía consistir en una aldea (stanitsa en singular, stanitsi en plural) o un campamento fortificado (gorodki). Inicialmente, los cosacos tenían un enorme grado de autonomía, pero andando el tiempo su asociación al Imperio ruso los llevó a que sus autoridades (los Atamán) fueran directamente elegidas por el zar, aunque con ciertas restricciones.
El pueblo cosaco se rige por normas que castigan duramente los delitos de robo, homicidio, traición y otros muchos, sobre todo cuando estos fueron cometidos en contra de un representante o intereses de su comunidad. La sanción aplicada a una persona que se embriaga en público, o maltrata a una mujer es de un número no determinado de latigazos en el maidán (plaza), con el nagaika, látigo tradicional cosaco que además es considerado un arma (los cosacos desde muy temprana edad aprendían manejarla como parte de su enseñanza en artes marciales). Las sanciones no perdonan a nadie, y un cosaco sin importar su estatus y nivel económico puede ser condenado a la pena de muerte por robar fondos de la comunidad o por traición. La sanción común es recibir latigazos en un lugar público delante de toda la comunidad local. Es característico que tras recibir la sanción el infractor se incline y agradezca en voz alta a los mayores por la «lección».

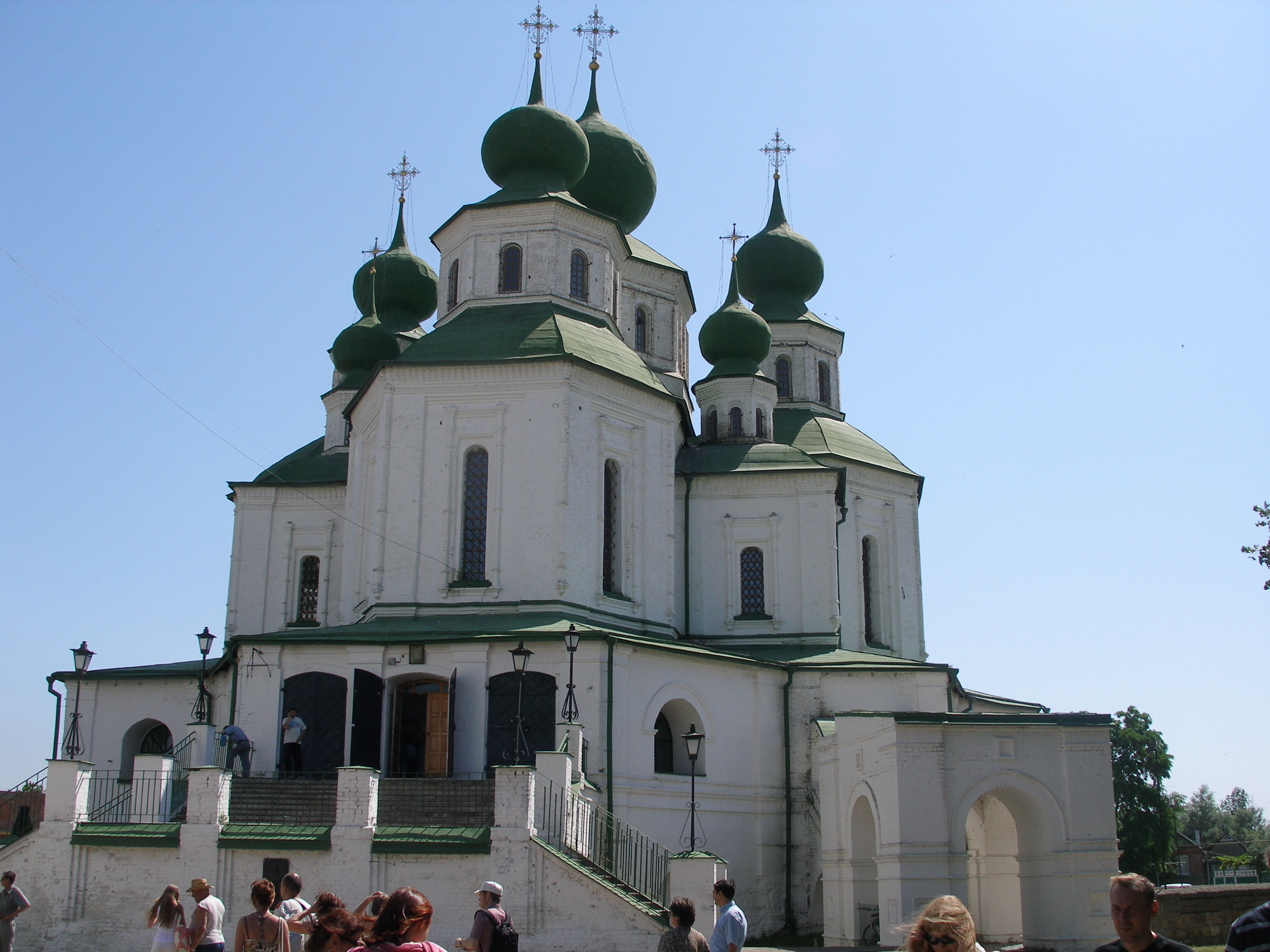
Catedral de la Resurrección de Starocherkásskaya, símbolo de los cosacos del Don.

Los encargados de dictar las normas y ordenar las sanciones son los jueces locales, los hombres más respetados, elegidos (o reelegidos) junto al resto de la administración (incluyendo al atamán: la máxima autoridad de la comunidad cosaca local) por toda la comunidad en forma democrática una vez al año, tradición interna cosaca que rige aproximadamente desde el siglo X y hasta ahora. El juez tenía facultad de aplicar el castigo a todos los miembros de la comunidad, mujeres y hombres, sin excepciones, inclusive al atamán. El atamán o hetman (jefe de una región o una comunidad, elegido democráticamente por todos una vez al año, mayor de 18 años, respetado y reconocido por toda la comunidad) goza de gran prestigio en toda su zona y es el comandante militar supremo en tiempos de guerra, mientras que en tiempos de paz es el administrador y la cabeza de la autoridad local. A partir del año 1891, comunidades cosacas oficializaron elevar el límite de edad para ser elegido al cargo de ataman, a los 33 años mínimo. Para ser elegido como juez (“sudiá” en ruso) de la comunidad, el pretendiente debiera tener mínimo 45 años de edad, además de contar con otros atributos y características respectivas. Absolutamente todos los cargos administrativos cívicos y militares cosacos pasaban por un proceso de elección interna de la comunidad. Entre otros cargos, contador general («kaznachéy»), encargado de administración del presupuesto y de fondos comunes; secretario (“písar”), encargado de llevar control de documentación interna y externa de la comunidad, etc. En los Krugs (asambleas populares), normalmente anuales se toman las decisiones importantes, inclusive las elecciones (o reelecciones) de las autoridades. En su estructura no hay grandes diferencias sociales y todos luchan y trabajan por el grupo, por su pueblo. Los residentes o vecinos de las poblaciones cosacas, no pertenecientes a la comunidad cosaca (“inogorodnie”, léase extranjeros) también podrían participar en asambleas populares cosacas («krug»), siempre y cuando tratase de los temas que involucran sus intereses, sin embargo solamente con derecho a voz, no a voto. El derecho a voto en comunidades cosacas se reservaba exclusivamente para los cosacos de origen.
Los tres ideales que rigen la sociedad cosaca son: libertad, tradición y disciplina. Los niños se apuntan desde jóvenes a las academias militares, y el sentimiento militar dentro de sus costumbres es muy fuerte. Si bien es cierto que la preparación militar era primaria, paralelamente cada miembro de la comunidad tiene libertad absoluta para escoger una profesión u oficio civil de acuerdo a su interés y habilidad personal, estudiar y formarse en ámbitos que no son necesariamente bélicos.
La solidaridad interna también está muy presente. A modo de ejemplo: en tiempos antiguos, en la comunidad cosaca de Zaporiyia (antepasados de los cosacos de Kubán, desplazados por las autoridades rusas a las costas del río Kubán y del mar Negro), a los jóvenes que son los únicos que mantienen a su familia, y son los únicos descendientes-hombres de familia, se los colocaba un pendiente en la oreja lo cual para un comandante significaba que les exime de las misiones peligrosas. En todo caso aquello no impedía la participación de estos jóvenes en combates o misiones de alto riesgo, en estos casos la decisión de participar en esas era voluntaria.
Las mujeres tienen un papel pasivo dentro de la sociedad, pero antiguamente llegaron a luchar junto a los hombres. Por lo general debían criar a los hijos, atender los campos y negocios y cuidar los bienes, mientras sus maridos permanecían fuera participando en campañas militares. Pero en ocasiones familias y comunidades enteras cosacas, incluyendo niños, mujeres y ancianos, seguían detrás de sus tropas con todas sus pertenencias (durante la guerra civil y después, cuando las tropas cosacas formaban parte del Ejército alemán en su lucha contra el Ejército Rojo). El historiador John Ure explica esta fascinación que podían ejercer las cosacas: «las mujeres en una stanitsa cosaca eran muy diferentes de sus congéneres del norte de Rusia, explica Ure, y radicalmente opuestas a las mujeres que podían encontrarse en un harén turco, más al sur. Las mujeres cosacas eran famosas por su independencia y espíritu; participaban en los mismos trabajos que los hombres y también compartían la camaradería en el campamento». De todas formas, la mujer cosaca, particularmente mayores, siempre goza de gran respeto en la comunidad cosaca. Si bien es cierto que las decisiones importantes de la comunidad siempre son tomadas por los hombres, las mujeres cosacas gozan de libertades y trato igualitario y de mucho respeto, inclusive desde el siglo XV, inimaginable en la sociedad de aquella época en otras naciones.
Al fundar una stanitsa (poblado cosaco), primero se levantaban una iglesia y una escuela (mixta - para hombres y mujeres) y sólo después se levantaba el resto de las construcciones - hospitales, casas particulares, graneros, estructuras agrarias y administrativas... El nivel de educación en stanitsas cosacas era muy alto para aquella época, incluso en nuestros tiempos. En 1850, en Rusia el porcentaje de analfebetismo llegaba al 85 %. Al mismo tiempo en comunidades cosacas este índice no llegaba al 5 %. Todo ese desarrollo cultural fue patrocinado y financiado únicamente por sus propios medios. El costo de educación siempre lo asumía la comunidad cosaca local preocupada por su futuro y creación de su propia clase intelectual cosaca, destinando grandes sumas de dinero de los fondos comunes.
Todas estas stanitsa enviaban a su juventud para largo servicio en regimiento y cada uno de ellos era equipado por sus padres con su propio caballo, montura, uniforme (de tradicional estilo cosaco), armas y municiones. Por lo tanto cada familia cedía al servicio militar, no solamente sus más fuertes, saludables y valiosos representantes, sino que patrocinaba también aportando significativas sumas de dinero para el equipamiento de sus hijos, jóvenes combatientes cosacos. A pesar de todo, se trataba de gente esforzada y trabajadora, con corazón e inteligencia que trataba de obtener el máximo provecho de sus tierras ricas en recursos naturales; sus stanitsas brillaban por sus logros económicos y culturales.
Durante la guerra civil y posteriormente, en tiempos soviéticos, el sistema administrativo, educacional y militar cosaco fue condenado a desaparecer. Durante mucho tiempo la pertenencia a la comunidad cosaca o la palabra misma «cosaco» significaría represión, hostigamiento, desplazamiento forzado, castigo o simplemente la pena capital: la muerte. Uno de los principales motivos para las políticas y prácticas de genocidio abierto en contra de la comunidad cosaca, aplicadas por las autoridades bolcheviques y del Partido Comunista y Socialista de la época, se puede ver en los comentarios de León Trotski: “La comunidad cosaca es la única comunidad de todos los pueblos de Rusia con capacidad de auto-organización y autodeterminación. Por este motivo ellos (los cosacos) deben ser exterminados cabeza por cabeza (sic – “por completo”)”.
Semejantes comentarios de los líderes bolcheviques sobre la «aplicación del terror» (textual) se oficializaron el 24 de enero de 1919 por la Directiva del VTsIK (ВЦИК – en ruso) con decreto y Ley (!) «Sobre Exterminio de los Cosacos» (!) – un caso que no tuvo precedentes hasta aquel entonces en la historia de Rusia, donde toda una etnia completa fue declarada y condenada al exterminio de manera legal y por decreto. Existen decretos escritos, firmados por líderes comunistas de la época soviética ordenando literalmente «imponer el terror y el exterminio físico (textual) en las comunidades cosacas, sin discriminación edad y de sexo... y la expropiación total de sus bienes para el beneficio del pueblo soviético» (textual)... (Fuente del Archivo: Izvestia, Comité Central del Partido Comunista de la Unión Soviética (K.P.S.S.), año 1989 , N°6, páginas 177-178 - Directiva del Comité Central del R.K.P. (Partido Comunista de Rusia), Firmado: Presidente del Buró Organizacional - Yákov Sverdlov, 24 de enero de 1919.)
El día 24 de enero es declarado por la comunidad cosaca en Rusia como el Día de Recuerdo Cosaco, en memoria y en honor al pueblo cosaco, víctima de la represión política y de genocidio abierto, iniciado oficialmente con la firma del decreto el 24 de enero de 1919 por Yákov Sverdlov, uno de los máximos líderes del Partido Comunista de Rusia de la época. La represión y el exterminio sistemático del pueblo cosaco se prolongó por más de una década; desde el 1919 hasta el 1931 inclusive, causando la muerte de más de dos tercios de la población total cosaca. 70 años más tarde, en año 1991 fue aprobada la Ley de Federación de Rusia «Sobre la rehabilitación de los pueblos reprimidos». Con la aprobación de la Ley,  la comunidad cosaca residente en Rusia fue reconocida como un pueblo que ha sufrido terror y represiones en el periodo del poder soviético y posteriormente rehabilitado por el Tribunal Supremo de Federación Rusa con Decreto Nº3321-1 del 16 de julio del año 1992, «Sobre la rehabilitación del pueblo cosaco». En este decreto, Tribunal Supremo de Federación Rusa declara como objetivo «la rehabilitación completa del pueblo cosaco y la creación de las condiciones necesarias para su renacimiento» y decreta ilegales y decide suspender «todas las acciones cometidas en contra del pueblo cosaco a partir del año 1918 específicamente relacionadas con represiones en su contra».
Hoy en día algunas comunidades cosacas exigen que se les devuelva las posesiones tradicionales y que se les otorgue la autoadministración para poder establecer sus leyes y costumbres en los territorios tradicionalmente poblados por cosacos. De todos modos actualmente los cosacos son tratados con respeto y se sienten parte de la sociedad civil de la Federación de Rusia, un estado multicultural, formado por más de 100 nacionalidades distintas que conviven en el mismo territorio bajo la misma Constitución y las mismas leyes. La misma situación se observa en Ucrania, donde los cosacos al igual que en Rusia forman parte inseparable de la historia del país.

## Organización militar cosaca

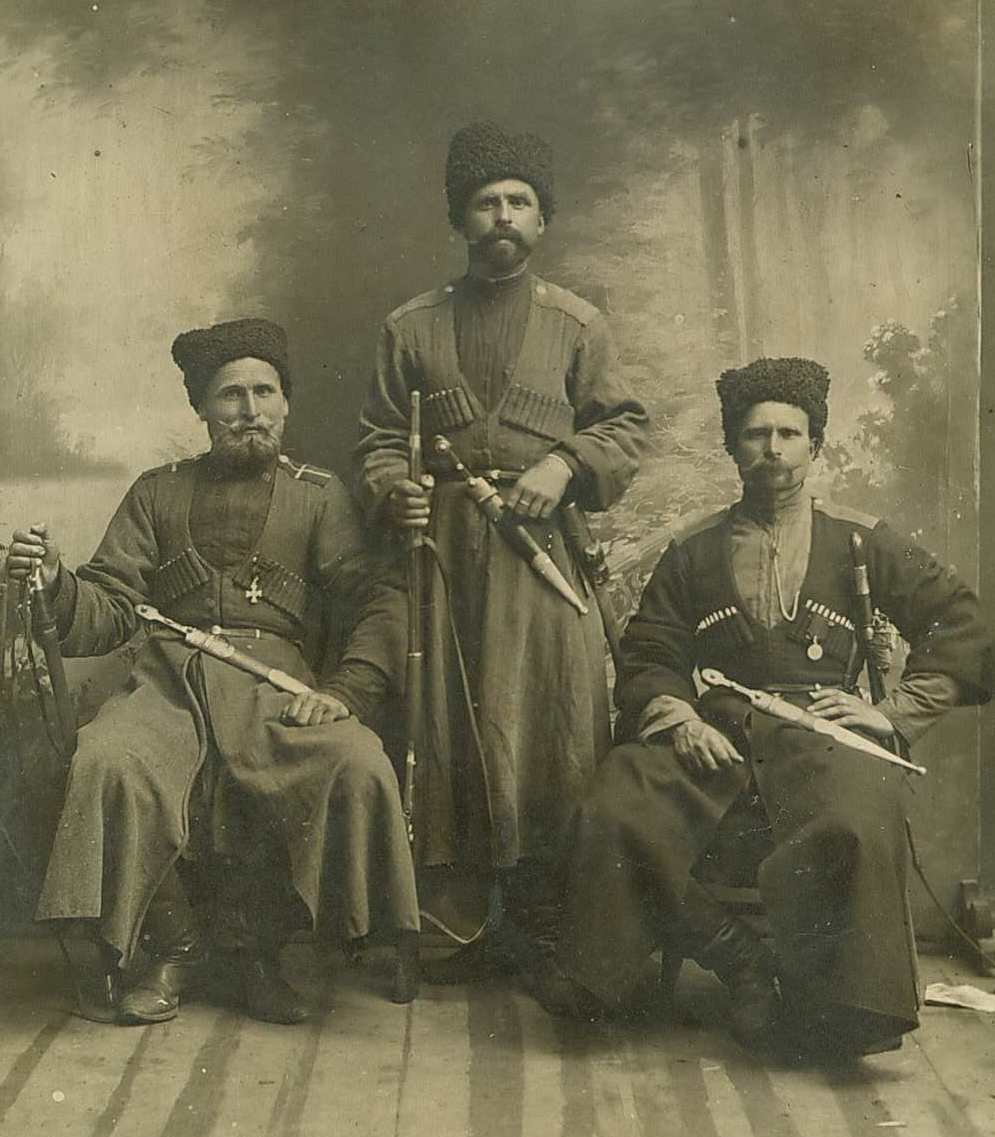
Foto de militares cosacos

Militarmente, los cosacos se dividían en ejércitos o huestes (voisko en singular, voiska en plural). Estos se dividían en regimientos, que a su vez estaban integrados por escuadrones (sotnias, palabra que significa centurias). Cada voisko estaba a cargo de un atamán, la máxima autoridad militar (en tiempos de guerra) y civil (en tiempos de paz) de las huestes y comunidades cosacas locales; la confirmación oficial en este cargo venía directamente del tsar (zar), pero el nombrado para el puesto debía ser siempre cosaco de origen.
La capacidad de respuesta de los cosacos ante una amenaza bélica era extraordinaria para la época. A modo de ejemplo – para una movilización masiva de un ejército regular de la época se necesitaba al menos 2-3 meses - entrenamiento básico y traslado inclusive. Sin embargo, la estructura organizacional cosaca en caso de un conflicto permitía triplicar la cantidad de combatientes movilizados de todas las tropas cosacas altamente capacitadas, sin necesidad alguna de preparación previa y desplegarlos en una a dos semanas. Al desatarse la Primera Guerra Mundial, en un tiempo muy corto sólo los cosacos de Kubán entregaron al Ejército de Rusia un número máximo de regimientos y batallones: 4 Sotnias de guardia, 37 regimientos de caballería, 22 batallones de infantería (cosacos «plastún»), 38 sotnias especiales (tropas especiales), 9 comandas de artillería montada y 11 sotnias de reserva.
Suministraban primariamente caballería al ejército del zar, aunque andando el tiempo proporcionaron también contingentes de infantería, e incluso baterías de artillería y aviadores. De hecho, el primer Comandante de la Fuerza Aérea Rusa, era el piloto de guerra general Vyacheslav Tkachov, cosaco nativo de Kubán.
En emboscadas, misiones de alto riesgo y operaciones especiales las tropas cosacas eran imbatibles. Las tácticas de guerrillas desarrolladas y perfeccionadas por los cosacos para enfrentar y derrotar a sus enemigos son ampliamente utilizadas inclusive en nuestros días por las fuerzas especiales de todo el mundo. Sin embargo, los observadores militares occidentales tenían opiniones encontradas sobre su eficacia en las guerras, principalmente por su disciplina «poco convencional». De todas maneras, la importancia de los cosacos en el ejército zarista era tal, que aportaban cerca de las dos terceras partes de los regimientos de caballería en 1914, incluyendo el Konvói o escolta personal del Zar que estaba compuesto totalmente por integrantes cosacos de Kubán y del Térek. La Guardia Imperial, por su parte (el cuerpo de élite del ejército zarista), recibía aportes del voisko de cosacos del Don.

Un testigo describe el cruce de cordillera de los Alpes por las tropas cosacas en año 1945:

«...éste era un Ejército extremadamente extraño… (.) Con sus gorros de piel cosacos, sus largos bigotes tendidos y las botas hasta las rodillas les daban un toque muy especial y colorido… (.) …se trasladaban tradicionalmente con todas sus pertenencias cargadas sobre los carros y carretas, con sus esposas y niños, acompañados de miles de caballos… (.) Este era el cuadro restablecido de los tiempos de la guerra del 1812. Los cosacos son muy conocidos de ser los jinetes notables y por excelencia, y durante todo el recorrido confirmaban esta reputación. Las escuadrillas de caballería galopaban al revés y al derecho por todos los caminos, obstaculizando el movimiento no menos que los carros y carretas.  Era absolutamente inútil ordenarles cualquier cosa: muy pocos de ellos entendían el idioma alemán ó inglés y los que sí entendían algo en otro idioma, de ningún modo manifestaban interés mínimo de obedecer a las órdenes de los ingleses o de cualquiera que no era su comandante cosaco. Con todo ese caos solamente podíamos maravillarnos cómo ellos de una manera extremadamente rápida y ordenada respondieron a la orden de reunirse en los puntos planificados de concentración – ya en la mañana del día siguiente todos ellos estaban en los lugares asignados. ¡Absolutamente todos - hombres, mujeres, niños, su equipaje, sus miles de caballos, los carros y carretas, las vacas y buey, incluso los camellos!»
N.D.Tolstói, «Las víctimas de Yalta», capítulo 7

Quizás una de las proezas militares más grandes de los cosacos haya sido el servicio prestado al Ejército del Imperio ruso, durante la invasión napoleónica, a principios del siglo XIX. Como los franceses, el teórico prusiano de la guerra, von Clausewitz, habría de asombrarse por el modo en el que los cosacos se lanzaban con la mayor ferocidad sobre la retaguardia de las tropas de París que se retiraban en desorden y en pleno invierno de Rusia. Las tropas rusas llegaron hasta la capital francesa, junto con los cosacos, y uno de ellos, el atamán Matvéi Plátov, habría de hacerse famoso entre los ingleses y desfilaría con sus tropas cosacas en Hyde Park. En Londres, como antes en París, los legendarios cosacos se habían convertido en una de las grandes atracciones del público que asistía a los desfiles de la victoria contra Napoleón.
Se hizo legendaria la anécdota de que Napoleón dijo en alguna ocasión, aunque pensara de ellos que eran poco menos que salvajes: «denme 20 mil cosacos, y conquistaré a toda Europa y hasta el mundo entero». La respuesta de los cosacos del Don no es menos legendaria, por boca de sus atamanes (jefes), y habría sido ésta: «mande 20 mil francesas, y dentro de 20 años tendrá 20 mil cosacos. Pero todos ellos van a servir a Rusia».

### «Armada» cosaca
En la mayoría de las fuentes históricas abundan los datos y son comúnmente conocidas la destreza y el tradicional dominio ecuestre cosaco, particularmente en las tropas de caballería cosacas. Bastante menos conocida es la existencia entre el siglo XV y XVII de la “Armada” Cosaca, una especie de marina de guerra irregular con capacidad de movilización, despliegue y tácticas navales muy propias, tanto en el Mar Negro como en el Mar Caspio, además de los ríos locales con desembocaduras en ambos mares.
Las fuentes históricas indican que los cosacos del Dniéper y del Don emprendían salidas al mar anualmente, a menudo varias veces al año, desde finales del siglo XV aproximadamente. La primera victoria oficial de la flota cosaca data del año 1492, en cercanías de las costas de península de Crimea, puerto Tighina (actualmente Bender). En ese año el Kanato de Crimea se quejó ante las autoridades turcas de que los cosacos atacaron, saquearon y quemaron un barco turco.
La flota cosaca del mar Negro y del mar Caspio consistía principalmente en pequeñas embarcaciones de poca eslora llamadas «chaika» (gaviota en ruso). Tenían normalmente entre 10 y 20 metros de largo y 2-3 metros de ancho, no contaban con quilla y tampoco con cubierta, y tenían la capacidad de ubicar hasta 50 tripulantes y de 10 a 20 pasajeros. Se desplazaban velozmente mediante 10-15 pares de remos. Existían también naves cosacas de mediana eslora y de gran resistencia llamadas «Koch»; eran utilizadas principalmente por los cosacos siberianos en sus excursiones por el Océano Ártico. Estas contaban con un solo mástil, una cubierta y dos timones (uno en popa otro en la proa).
El principal objetivo de estas salidas era el ataque a las embarcaciones comerciales y ataques sorpresa a las ciudades y poblaciones del Imperio otomano en zonas costeras del Mar Negro y del Mar Caspio. Al mismo tiempo se aprovechaba para liberar a los cosacos cautivos y prisioneros pertenecientes a su comunidad.
El ingeniero y cartógrafo militar francés Guillaume LeVasseur de Beauplan, quien durante 17 años había observado la vida de los cosacos en aquella época, escribió: “Se embarcaban entre 50 y 70 personas por «chaika». Cada tripulante llevaba un sable, dos rifles, tres kilos de pólvora, gran cantidad de plomo, y cada uno llevaba un reloj (!), y vestía ropa ligera además de camisa y pantalón de cambio. Cada embarcación contaba con 4-6 falconetes (pequeños cañones marinos), municiones y provisiones suficientes para toda la tripulación. Así se ve la tropa «volante» cosaca del mar Negro.”
Las expediciones militares cosacas en el mar Negro y mar Caspio se efectuaban principalmente en primavera u otoño, casi siempre de noche, y aprovechando las neblinas y baja visibilidad de la época, se desplazaban de manera muy compacta. La cantidad de embarcaciones variaba según propósitos y objetivos militares específicos, de 15 hasta 300 naves. Sin embargo, la expedición marina cosaca bajo el mando del atamán Sagaidachniy reunió simultáneamente 1500 «chaikas», entre los cosacos del Dniéper y del Don. Los cosacos navegaban por el río Dniéper hasta la salida al mar abierto vigilada por la flota de la armada turca. Antes de llegar a la desembocadura del río los cosacos se dispersaban por la costa, esperando el primer descuido de los turcos. De noche, silenciosamente, sin ser vistos entre las olas y cubiertos por densa neblina, a bordo de sus «chaikas» se acercaban a uno o dos barcos turcos, y entre todos los tomaban al abordaje e inmediatamente utilizaban todo el poder del fuego de las naves capturadas contra el resto de la flota turca. Independientemente del éxito o fracaso del ataque, rápidamente se replegaban en sus «chaikas», llevando el botín (armas, municiones, bienes, prisioneros...) o sin este, de regreso a sus stanitsas o destacamentos de campaña cercanos en la costa.
Desde el siglo XV hasta finales del siglo XVII, las expediciones navales cosacas eran constantes. Algunos nombres de comandantes marinos cosacos perduran en la historia hasta ahora: los atamanes Stenka Razin, Samiyla Kishka, Bogdán Mikoshinskiy, Iván Sulima, Semión Dezhniov y Petró Sagaidachniy. Bajo el mando de este último, en año 1605 los cosacos tomaron el puerto turco de Varna, en 1606 saquearon el puerto de Caffa (Teodosia) donde quemaron a toda la flota turca local y liberaron a todos los esclavos y prisioneros de fe cristiana. En el año 1615, la flota cosaca encabezada por Sagaidachniy tomó control sobre el estrecho de Bósforo; llegaron hasta Constantinopla y atacaron el palacio del Sultán turco. En esta oportunidad se enfrentaron en dos cruentas batallas con la Armada turca. En ambas salieron victoriosos, tomaron de rehén al primer comandante de la Armada turca y asesinaron al segundo. En el año 1648, el Ataman Semión Dezhniov, lideró una expedición marina de cosacos siberianos y comerciantes rusos. El Atamán Dezhniov navegó a bordo de un “koch” por el río siberiano Kolymá hasta llegar al Océano Pacífico, bordeó por el mar la península de Chukotka y todo el extremo nororiental del continente de Eurasia. Con la hazaña marina de este cosaco se descubrió por primera vez que Asia no está conectada con Alaska (continente norteamericano) y que existe la posibilidad de navegar en ciertas épocas del año por el océano Ártico desde Europa hasta China.
De acuerdo a las estadísticas, entre 1492 y 1696, la flota cosaca participó oficialmente en 66 batallas navales de gran envergadura. No todas fueron favorables para los cosacos pero mantuvieron siempre la fama de ser un rival peligroso y despiadado en el mar. A fines del siglo XVII, la situación política en Europa y en particular en la región costera del Mar Negro cambió drásticamente con la entrada al escenario del poderío del Imperio ruso. A partir del entonces la flota cosaca como tal dejó de existir (oficialmente en 1775). Posteriormente la Emperatriz Catalina II de Rusia ordenó el desplazamiento paulatino de las poblaciones cosacas del Dniéper a la región de Kubán.

## Personajes emblemáticos cosacos
Algunos de los representantes más emblemáticos del pueblo cosaco, a través de las distintas épocas de historia cosaca, también de Rusia y de Ucrania, fueron líderes populares, militares, escritores, ingenieros, poetas, artistas, científicos, etc. Podemos citar a Stenka Razin, Yemelián Pugachov, Yermak Timoféyevich, Bohdán Jmelnytsky, Petró Sahaidachny (Petro Konashevych-Sahaidachny), los atamanes Matvéi Plátov, Semión Dezhniov, Piotr Krasnov, Lavr Kornílov, Andréi Shkuró y Bábych, Mijaíl Gétmanov; los escritores Mijaíl Shólojov y Aleksandr Solzhenitsyn, el poeta Nikolái Turovérov y el compositor Vasili Safónov.
En otro ámbito un descendiente cosaco muy conocido en Chile es el nieto de Piotr Krasnov, El General en retiro Miguel Krassnoff quien está condenado en el penal Punta Peuco por violaciones a los derechos humanos cometidos durante la dictadura militar encabezada por el general Pinochet.

## Tradiciones cosacas
Los trajes nacionales cosacos son el kaftán (un tipo de casaca) o bien la cherkesska, una túnica larga de origen circasiano, con cartucheras adosadas. También usan la papaja, un tipo de gorra de piel, o el bashlyk, una especie de capuchón que se lleva normalmente sobre los hombros. Los cosacos del Don, en tiempos del Imperio ruso, se distinguían además por un pantalón azul con una franja roja, una distinción que en los tiempos antiguos significaba «libres de impuestos».
Tienen un enorme repertorio de canciones y bailes, la mayor parte de los cuales eran gestas guerreras. Su artesanía en armas blancas es legendaria, e incluye la elaboración del kinzhal (puñal o daga caucasiana), el shashka (sable tradicional cosaco que se traduce como «cuchillo largo») y la nagaika (látigo o fusta, también considerado como un arma en las artes marciales tradicionales cosacas). La tradición cosaca ocupa también un lugar en la hípica con el dominio muy particular y famoso de la «dzhigitovka», un elaborado antiguo arte ecuestre en el cual demuestran su habilidad con acrobacias y dominio dignos de admiración.
Parte esencial de la tradición cosaca interna considera:
- Respeto incondicional a los mayores de edad.
- Recepción desmedida de un huésped, independientemente de su nacionalidad, religión, etc.
- Respeto constante e incondicional de la mujer (madre, hermana, esposa, hijas).

La autoridad de los padres es incondicional y permanente. Sin la autorización de los padres no da comienzo ninguna actividad familiar, ningún trabajo, como así también ninguna decisión importante que involucra a toda la familia. Al fallecer los padres, la autoridad se hereda por los padrinos de los miembros de la familia. En casos específicos, como la capacitación militar de un hombre, el padrino tiene un rol y una responsabilidad aún mayor a los del padre natural. Las madrinas se responsabilizan de transmitir los valores y deberes de una mujer a las niñas cosacas.
La desobediencia a los padres se considera como un pecado sin perdón alguno. Al dirigir la palabra al padre o a la madre, debe decirse siempre «usted».
Ante la presencia de una persona mayor, todos deben levantarse de sus puestos y (en caso de los hombres y de no llevar uniforme militar puesto), quitarse el gorro e inclinarse para saludar. En presencia de un anciano no se permite permanecer sentado, fumar, tomar un trago o conversar, salvo con su expresa autorización u aprobación, pero nunca puede utilizarse un vocabulario vulgar.
El orgullo cosaco tiene una particularidad muy especial: Se considera un pecado negar ayuda a alguien que lo solicita. un proverbio cosaco dice: «Más vale dar y entregar toda la vida, que toda la vida pedir ayuda y favores». Tradicionalmente los cosacos mantenían una regla de desenvolverse y conformarse con lo que tenían y no con lo que quisieran tener, con el objetivo de evitar las deudas. Las deudas son consideradas como una desgracia personal imperdonable y se evita tenerlas por todos los medios.
Referente al mito de «beber como cosaco», la gente vulgar y borracha no gozaba de ningún respeto dentro de la comunidad cosaca y era despreciada hasta la muerte. Los alcohólicos, al fallecer, eran enterrados en un cementerio apartado de los demás, junto a los suicidas. En vez de una cruz sobre la tumba de un suicida o de un alcohólico se clavaba una estaca de arce. Vale mencionar que los cosacos siempre eran admiradores de la buena cocina, de las conversaciones de sobremesa, de los cantos en coro, de bailes, historias alegres, de chistes y bromas, también de los buenos tragos pero no de las borracheras. Los cosacos no llenan los vasos con alcohol en la mesa; estos se sirven en una bandeja y se reparten a los comensales. Si alguien está sobrepasado de alcohol, la bandeja pasa de largo, e inclusive se lo invita directamente a reposar para que no se muestre en un estado cuestionable. La tradición cosaca en este sentido es: «Si quieres, bebe; si no quieres, no bebas, pero debes levantar la copa con los demás y por lo menos mojar los labios». Existen varios proverbios cosacos en relación con lo anterior: Se puede servir un trago pero no se puede obligar a tomarlo», «Beba pero no pierda el sentido, la razón y el cerebro». En tiempos de guerra y/o durante las campañas militares en unidades militares y en los campamentos civiles cosacos se declaraba la ley seca y los infractores eran duramente castigados.
Entre las curiosidades anecdóticas de «influencia cosaca» en otras culturas, se puede mencionar el origen del nombre Bistró en Francia. Se dice que el concepto de comida rápida (Fast Food) denominado en francés Bistró, apareció en Europa durante las Guerras Napoleónicas en el siglo XIX, cuando los cosacos solicitaban en los restaurantes que se les sirviera algo lo más rápido posible, diciendo repetidas veces: «Bystro! Bystro!» (en ruso: «bystro»; rápido). Los restaurantes franceses de tipo Bistró tomaron esta denominación a partir de entonces.

## Cosacos y religión
Aunque hay una pequeña minoría de cosacos católicos y musulmanes en Rusia, en Ucrania y en Kazajistán, la mayoría de los cosacos pertenecen a la Iglesia Ortodoxa Rusa. La relación entre los cosacos y la Iglesia ortodoxa es muy profunda, tiene larga trayectoria y ha tenido influencias importantes tanto en la historia de los cosacos como en la de la Iglesia ortodoxa. Histórica y tradicionalmente los cosacos son cristianos ortodoxos, y son considerados protectores y guardianes de la Iglesia ortodoxa.
En la actualidad, en comunidades cosacas, al igual que en el resto del mundo, hay tolerancia y respeto en lo que se refiere a las creencias religiosas personales. Esto también ocurre en relación con los vecinos de otras nacionalidades y de sus creencias. Consecuentemente con lo anterior, podríamos decir que el antisemitismo cosaco se queda en el pasado.

## Imagen popular de los cosacos

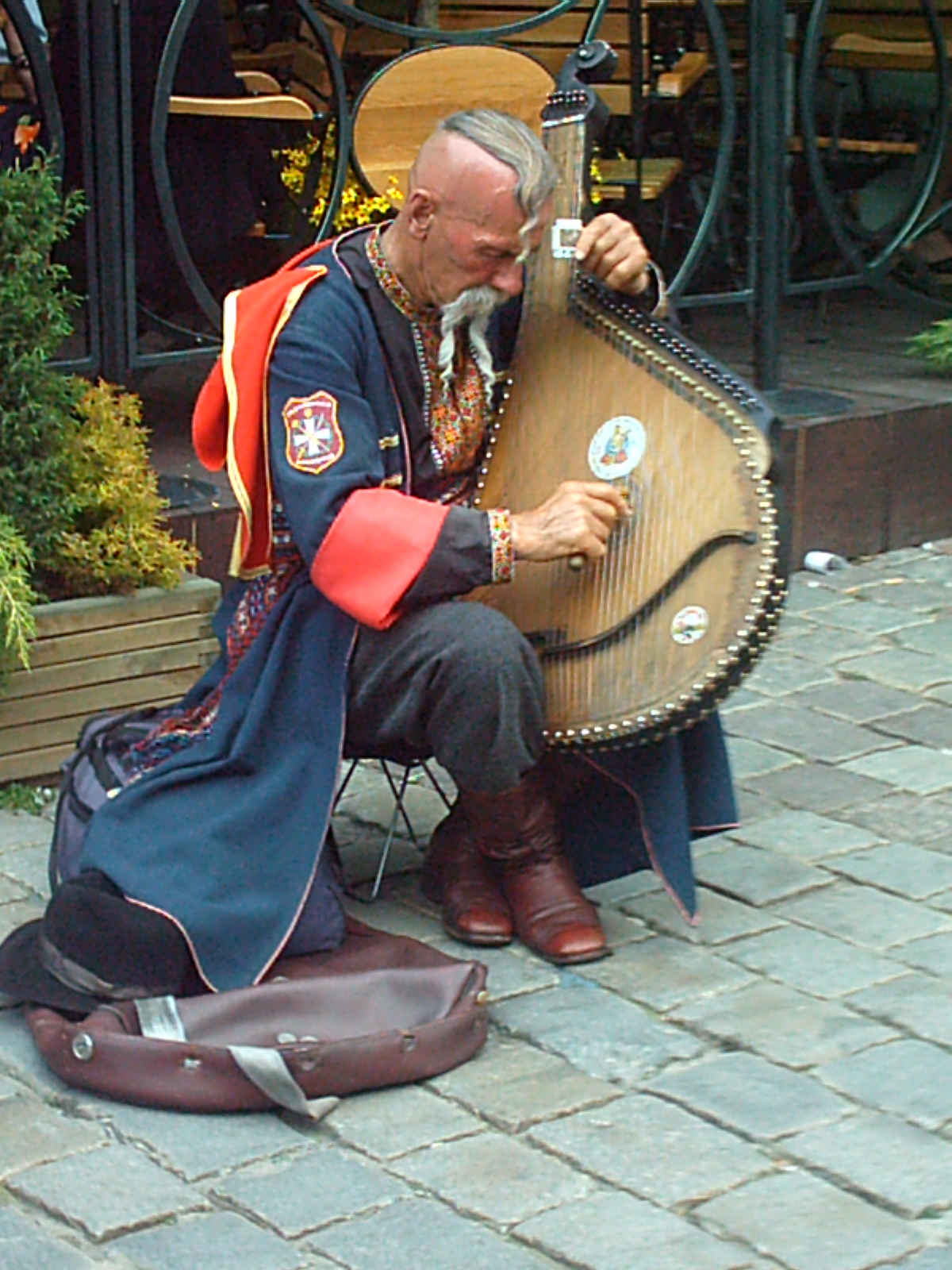
Un cosaco moderno, Ostap Kindrachuk, tocando la bandura en el Viejo mercado de Poznan.

Los cosacos han servido durante mucho tiempo a los románticos como ideal de libertad y resistencia a la autoridad externa y sus éxitos militares contra los enemigos del pueblo ruso han contribuido a fomentar esta imagen favorable. Para otros han sido el símbolo de la represión debido a su papel en el apaciguamiento de revueltas populares en el Imperio ruso, así como en sus asaltos contra los judíos.
Existe una clara contradicción entre el sistema interno (primitivo, pero federal-democrático) de la comunidad cosaca y los sistemas sociopolíticos dominantes de la época: autoritarios, monárquicos, etc. De todos modos, este factor no obstaculizó la aceptación por parte de las autoridades vecinas de relaciones multilaterales con distintos propósitos a lo largo de Historia, sacando provecho de la organización, estructura y capacidad bélica cosaca. Mientras que en el interior de la comunidad cosaca jamás existió la esclavitud ni la dictadura, y todas las decisiones importantes para el beneficio de la sociedad interna fueron tomadas considerando siempre el voto popular cosaco, en sus relaciones exteriores los cosacos no tenían reparo alguno (más allá de sus intereses) a la hora de apoyar estados y gobiernos autoritarios, absolutamente opuestos y contrarios en su estructura, sistema, política y organización interior. Por tanto podemos ver en distintos periodos de la historia, cómo los cosacos fueron participantes y protagonistas claves: en los campos de batalla en la defensa de los intereses de diferentes estados; en revueltas populares, en contra de las mismas autoridades y organismos de estado; en represiones de distintas revueltas populares, en defensa de los intereses del estado; en proclamaciones periódicas de su independencia en la no aceptación de autoridad externa alguna, etc.
Las reflexiones literarias acerca de la cultura cosaca abundan en la literatura rusa, particularmente en las obras de Nikolái Gógol, León Tolstói, Mijaíl Shólojov y el poeta Nikolái Turovérov. La novela corta escrita por León Tolstói llamada Los Cosacos es un ejemplo de lo antes mencionado. A su vez, estas reflexiones tuvieron un periodo de difusión en Europa durante el romanticismo, en el que escritores como el español José de Espronceda llegaron a dedicarles poemas. Sir John Ure, diplomático británico y autor contemporáneo, en su libro The Cossacks (Los Cosacos), utiliza su experiencia como escritor de viajes para entresacar los relatos más espectaculares de la vena inagotable que encierran la literatura y la leyenda cosacas. Los cosacos emergen como un pueblo siempre valeroso, a menudo impredecible, en ocasiones cruel, pero nunca aburrido.

## Terminología

### Cosacos rusos
En el Imperio ruso los cosacos estaban organizados en varios voisko, que vivían a lo largo de las fronteras exteriores rusas o bien a lo largo de sus fronteras internas entre los pueblos rusos y no rusos.
- Voisko («ejército»): principal unidad militar e administrativa de una comunidad cosaca. Reúne varios poblados (stanitsas) cosacos, toda la infraestructura administrativa, política, cívica y militar. En 1988 una ley soviética permitió que los cosacos se organizaran de nuevo. Todos los voiskos son independientes entre sí, pero para que un voisko sea oficialmente reconocido necesita tener el permiso del Atamán Supremo del Topoderoso Voisko Donsokoye (se le permite llevar la estrella de mariscal). La mayoría de las organizaciones cosacas modernas (incluso aquellas que se encontraban fuera de la Federación Rusa), se formaron después de la aprobación de la ley (año 1988) y posterior al 1991. Coexisten en una especie de confederación de comunidades cosacas.
- Krug: (círculo) consejo popular, en cierto modo un referéndum formal y obligatorio, donde participan todos los integrantes de una comunidad cosaca (si participan representantes de varias comunidades cosacas de distintas regiones, se llama Bolshói Krug). Se toman las decisiones más importantes, elecciones de las autoridades internas inclusive. En este último caso (elecciones) se celebra obligatoriamente una vez al año sin contar situaciones que ameritan reunión de la comunidad de manera urgente y exclusiva. De manera regular y democrática, es parte formal de la administración interna cosaca aproximadamente desde el siglo XIV hasta la actualidad. Tuvo intervención importante al inicio de la era soviética, cuando la mayoría de los cosacos sobrevivientes fueron forzados a emigrar. Sin embargo también se celebraron reuniones populares cosacas, Krugs en el exterior de Rusia.
- Rada: definición que significa lo mismo que el Krug. Se utiliza entre cosacos de Ucrania y cosacos de región de Kuban, sur de Rusia, zona costera del Mar Negro.
- Atamán: líder militar o líder subordinado (posiblemente, término de origen turco). Título y rango oficializado en comunidades cosacas aproximadamente a partir del siglo X y hasta ahora. Rango militar, equivalente al de Comandante en Jefe. En tiempos de paz - autoridad máxima política y cívica administrativa cosaca.
- Sotnia («centuria»): unidad militar cosaca, compuesta principalmente por cien hombres.
- Stanitsa: asentamiento cosaco, pueblo rural con gran infraestructura. En su mayoría son centros Cívicos locales. Término administrativo jurídico que se utiliza principalmente en territorios poblados en su mayoría por cosacos, en Rusia e Ucrania, hasta el día de hoy inclusive.
- Jútor: pequeño poblado rural cosaco (muchas veces compuesto por miembros de una misma familia) de infraestructura básica y forma parte administrativa de una stanitsa. Término administrativo jurídico que se utiliza principalmente en territorios poblados en su mayoría por cosacos en Rusia e Ucrania, hasta el día de hoy inclusive.
- Yurt: tradicional definición territorial geográfica cosaca. Incluye todas las stanitsas y jútors dentro del mismo límite territorial, administrativo y jurídico.
- Kazak, Kazachka: hombre/mujer perteneciente a la comunidad cosaca, con todos los derechos de un/una cosaco(a) de origen. Los que no contaban con este derecho se llamaban «inogorodniy» y no podrían participar en reuniones populares cosacas - Krugs.
- Inogorodniy: hombre/mujer no-perteneciente a la comunidad cosaca. Podría ser aceptado para vivir dentro de la comunidad, cerca o fuera de ella, inclusive participar en actividades civiles y bélicas juntos pero siempre se consideraba «inogorodniy» (extraño, ajeno; en transcripción popular cosaca léase «extranjero») y no podía gozar de los mismos derechos (por ejemplo, participar en consejos populares locales). Sólo después de no menos de dos años de convivencia (independientemente de estar casado o no con una cosaca de origen) en estas condiciones y solamente con la aprobación unánime de La Rada o Krug's (consejos populares) podía entrar a la comunidad en condición de cosaco nativo. Las mujeres que no eran cosacas de origen tenían mayores privilegios en este sentido, al casarse con un cosaco de origen eran consideradas cosaca con todos sus derechos desde el momento de contraer matrimonio. Sólo en este último caso, los hijos, al nacer, eran considerados también cosacos de origen.

- Rangos militares cosacos:

| Rangos militares cosacos                  |
| y sus equivalentes en el Ejército Regular |
| Prikazny - Cabo                           |
| Mladshiy Uryádnik - Sargento Menor        |
| Uryádnik - Sargento                       |
| Starshiy Uryádnik - Sargento Mayor        |
| Vájmistr - Suboficial                     |
| Pod-jorunzhy - Alférez                    |
| Jorunzhy - Teniente                       |
| Sótnik - Teniente Mayor                   |
| Pod-yesaul - Capitán                      |
| Yesaul - Mayor                            |
| Voiskovói Starshiná - Teniente Coronel    |
| Polkóvnyk - Coronel                       |

- Sharmici: maniobras militares locales. Adiestramiento militar cosaco de menor envergadura.
- Jorugv: bandera y símbolo sacro militar, religioso e administrativo de una comunidad cosaca.
- Pernach: antiguo símbolo de poder administrativo y de alto rango militar cosaco, además es parte rudimentaria en artes marciales cosacas.
- Bunchuk: antiguo símbolo de poder administrativo y de alto rango administrativo militar cosaco. Un bastón corto, en ambos extremos – colas de caballo o de lobo. De orígenes tártaro-mongoles adaptado por cosacos desde los tiempos de la Horda de Oro (Horda Dorada).
- Nagayka: látigo o fusta corta elaborada de cuero, con punta reforzada. Parte tradicional del traje cosaco, se lleva al interior de una de las botas. Además parte rudimentaria en artes marciales cosacas.

- Shashka: arma blanca tradicional cosaco, se traduce como «cuchillo largo».
- Bashlyk: capuchón, se lleva puesto por encima del traje (cherkesska) sobre los hombros. Es de color rojo (en caso de cosacos de Kubán) y celeste (cosacos de Térek), con cintas de color plateado.
- Papaja: gorro tradicional cosaco, de forma cilíndrica elaborada principalmente de piel de ovino. Colores negro, gris y blanco. La parte de arriba es generalmente de color, según la región de pertinencia rojo (cosacos del Kubán), azul o celeste (cosacos del Térek) con una cinta plateada en forma de cruz.
- Cherkesska: de origen caucásico, adaptado con el tiempo por los cosacos como parte de su traje tradicional, aproximadamente desde el siglo XIV.
- Amanat: en lenguaje popular cosaco persona que falta a la verdad, mentiroso. Entre cosacos de Siberia significa rehén.
- Beket: puesto de control fronterizo cosaco.
- Chioln «Chaika»: (en ruso significa gaviota) nave cosaca de pequeña eslora, de construcción simple pero de gran resistencia. Se utilizaba tanto en ríos como en mar abierto. Se caracterizaba por la rapidez gracias a 10 o 15 pares de remos. Capacidad de tripulación y pasajeros a bordo, entre 50 y 70 personas.
- Koch: una nave marina cosaca de gran resistencia y de mediana eslora. Cuenta con un mástil, cubierta y dos timones (uno en popa otro en la proa). Los cosacos siberianos utilizaban los «koch» para navegar bordeando las costas asiáticas del Océano Ártico. Específicamente, ataman Semión Dezhniov navegó en un «koch» alrededor del cabo extremo Nororiente del continente asiático, posteriormente nombrado con su nombre, el Cabo Dezhnev.
- Budara: una nave cosaca de gran eslora, un barco.
- Burlak: un hombre soltero; persona que no cuenta con bienes propios. Entre cosacos del Don significa persona sin ningún tipo de experiencia.
- Anchibel: espíritu diabólico (contrario al espíritu santo); Anchutka un diablito.
- Archak: forma base de montura (silla de montar) cosaca. Se elabora de manera artesana con un tipo de madera especial de gran resistencia; caragach, un árbol de las estepas asiáticas.

### Cosacos ucranianos
- Hetman – líder militar supremo. Rango militar, equivalente al de comandante en jefe, de origen polaco, oficializado en este país al principio del siglo XV (año 1505). En antigüedad, el cargo consideraba la comandancia e autoridad sobre las tropas de milicia polaca local y de los mercenarios contratados. En año 1575, fue adaptado por los cosacos de Zaporozhia, habitantes de Porosie y Posulie, aledaños a Rech Pospolita ("Rzeczpospolita" - Polonia) y bajo protectorado polaco en aquel entonces. A partir del año 1651, posterior al Tratado de Pereyáslav,[8] los hetmans de los cosacos del Dniéper pasaron a ser subordinados de los zares de Moscú. En Rusia, rango y título del Hetman fue abolido por decreto en 10 de noviembre del año 1764.
- Bulavá – mazo ceremonial, símbolo de la autoridad del hetman
- starshyna – oficial
  - polkóvnyk – coronel
  - oboznyi - responsable del convoy
  - osavul
  - jorunzhyi - abanderado
  - otaman – teniente
- tábor – táctica consistente en usar un grupo de carromatos tirados por caballos, dominada por los cosacos en los siglos XVI y XVII.

### Cosacos tártaros
- Nağaybäk

## Galería

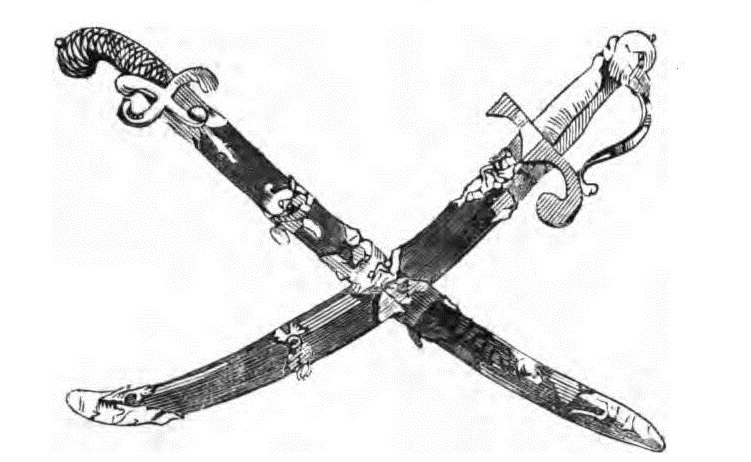
Sables de cosacos ucranianos.
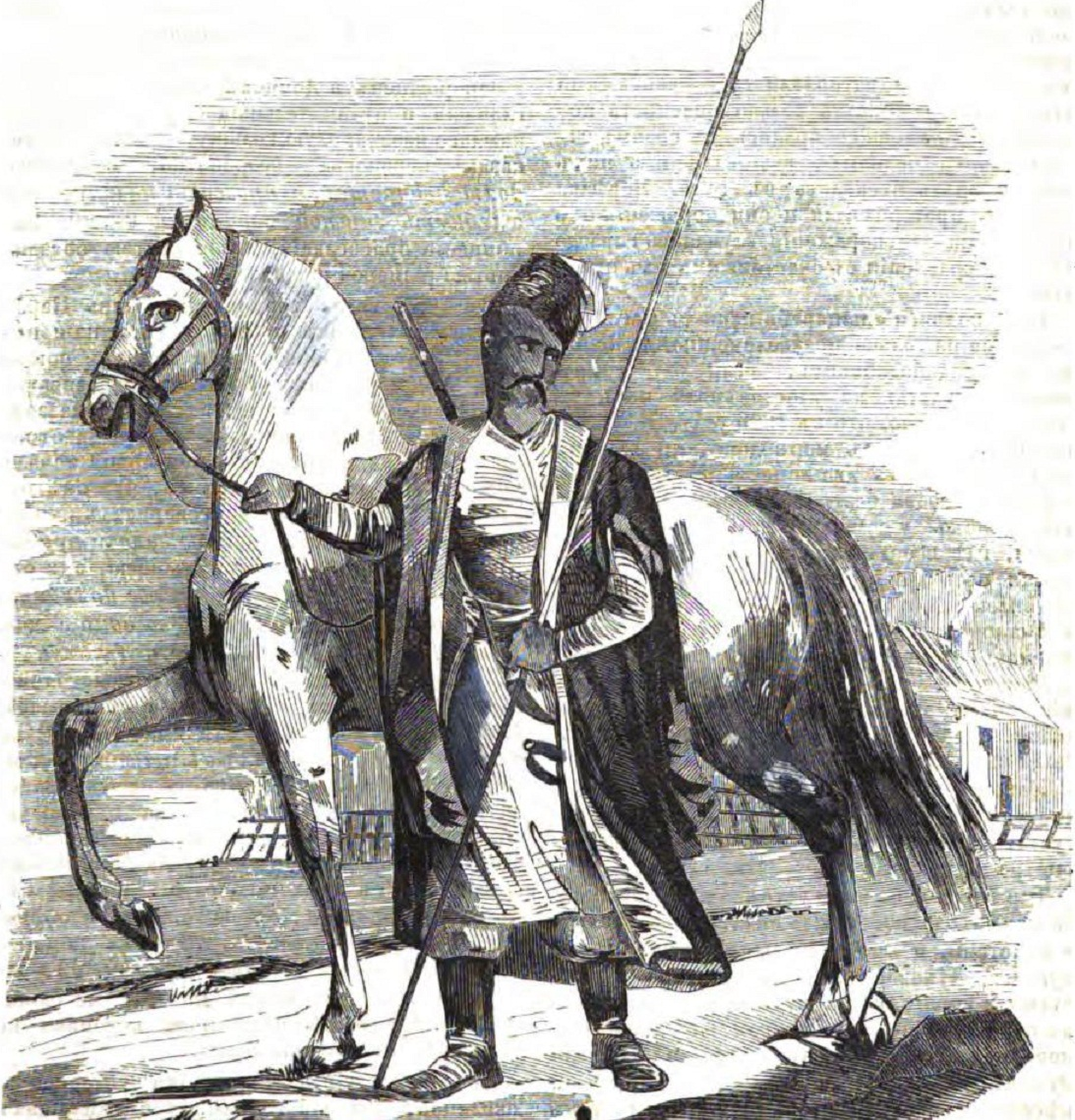
Cosaco ucraniano, antes de 1846.
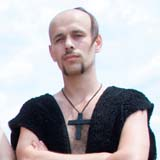
Cosaco, por Andriy Lyuty.
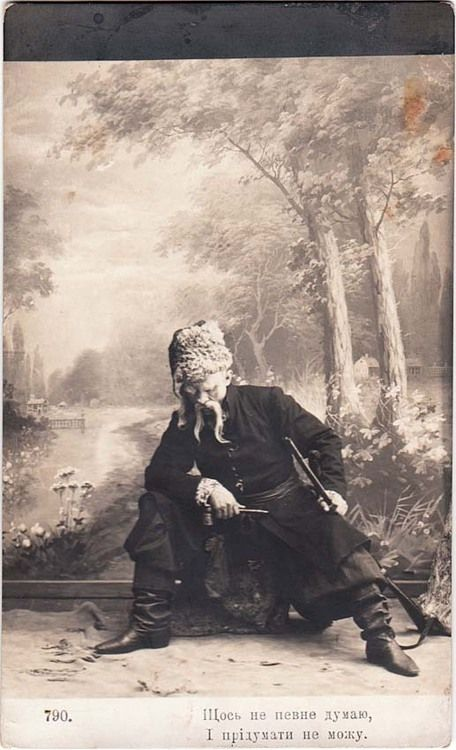
Fotografía de un cosaco ucraniano; tarjeta postal, 1913.
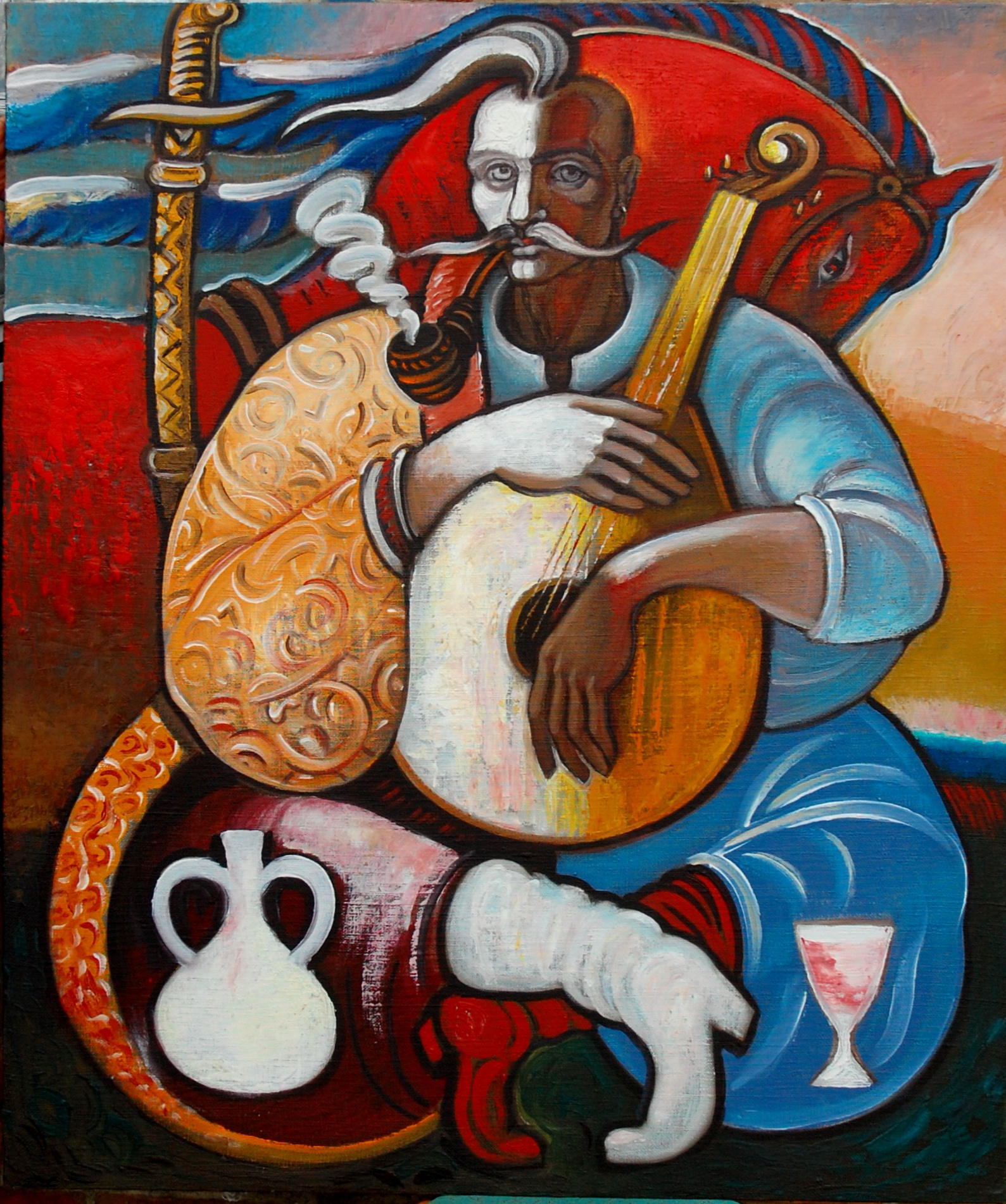
"Cosaco Mamái", por Víktor Tsapkó, 2014.
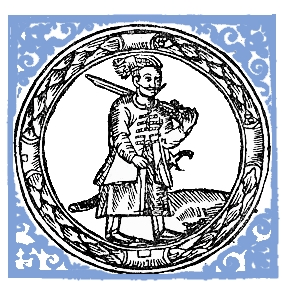
Vitral con un cosaco en su interior.
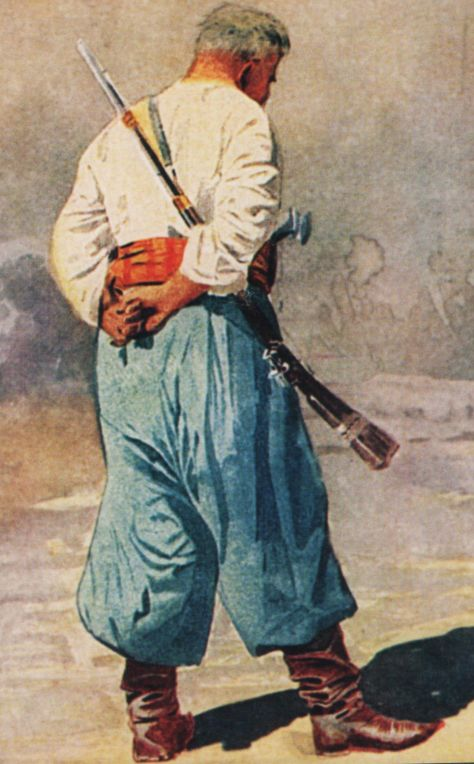
Cosaco. Retrato por Serhii Vasylkіvsky.
Cosaco con el escudo de Ucrania.
Aguarrás de un cosaco.
Aguarrás de un cosaco.

.